# 中车株洲电力机车
中国中车株洲电力机车有限公司（英語：CRRC Zhuzhou Locomotive Co., Ltd.），简称“株机”，位于中国湖南省株洲市石峰区田心街道株洲北站出發場側，是中国中车股份有限公司旗下的一级子公司，主要业务集中在电力机车、城轨车辆、城际动车组三大产业，以及新技术轨道车辆、重要零部件、专有技术延伸产品、车辆维保服务和煤矿机械等领域，为客户提供轨道交通领域的系统解决方案。公司目前拥有1700多名研发技术人员，1名工程院院士，49名教授级高工，建有国家级的企业技术中心和检测试验中心。
南车株机前身为始创于1936年的株洲总机厂，为粤汉铁路、浙赣铁路、湘黔铁路承修机车车辆，1949年后改称株洲铁路工厂。1958年，株机厂与湘潭电机厂、铁科院等二十多个单位合作，成功研制了中国第一台干线电力机车；1978年，株机厂被铁道部确定成为中国第一家专业制造电力机车的工厂，自此先后研制了十几种各型电力机车，从1988年起一直为中国500强最大工业企业之一，被誉为“中国电力机车的摇篮”。南车株洲电力机车有限公司自1996年起先后获得了ISO9001质量体系认证、ISO14001环境管理体系认证、DIN6700轨道车辆焊接质量认证，并在2009年获得国际铁路行业标准（IRIS）认证，成为中国目前唯一通过IRIS认证的机车车辆整车研制企业。

## 历史

### 中華民国时期

#### 建厂之初
1898年，清政府自行向美国合兴公司借款，修建武昌至广州的粤汉铁路，但此举激起粤、湘、鄂三省绅商强烈不满，痛斥清政府出卖路权。清政府于1905年花费巨资收回筑路权，交由湖北、湖南、广东三省分别建筑。粤汉铁路于1900年7月动工，1911年完成长沙至株洲段，1918年完成武昌至长沙段，1916年完成广州至韶关段，惟粤汉铁路的株洲至韶关段因工程艰巨，长期拖延。中华民国铁道部于1929年派铁路工程专家淩鴻勛主持修建，株韶段最终于1936年4月完工，自此粤汉铁路全线通车。与此同时，在1899年，清政府为方便运输萍乡出产的煤炭而兴建株萍铁路，连接萍乡和株洲。1930年，浙江省地方政府开始修建杭州至江山的杭江铁路，并于1933年竣工。其后由浙江、江西两省政府和铁道部合作，兴建玉萍铁路，连接株萍、杭江两路，构成浙赣铁路这条铁路干线。另一方面，张嘉璈在1935年12月接任铁道部长后，提出修建由株洲至贵阳的湘黔铁路，作为中日战争全面爆发后的战略转移之路。至此，株洲已经确定成为粤汉、浙赣、湘黔三条铁路干线的交汇点，其铁路枢纽地位日益明显。
为了相应粤汉、浙赣两路相继通车，湘黔铁路开始修筑，中华民国铁道部认为在长江以南需要有一座较具规模的铁路机厂，负责制造、修理机车车辆和配件。1934年5月国民政府公布《民国二十三年六厘英金庚款公债条例》规定：为完成粤汉铁路，补充建筑基金，由财政部会同铁道部发行公债。铁道部看中株洲地处粤汉、浙赣、湘黔三路交汇要冲，位于湘江之滨，物质丰富，取给便利，决定在株洲兴建南方客机厂，作为国家修造本国机客货车基地。铁道部拨开办费4.5万元，国内银行借款75万元作为国内用款，由中英庚款董事会（Board of the British Boxer Indemnity）拨借英金15万磅（约合国币247.5万元）作为购买洋机械器材之用。1936年2月26日，粤汉铁路整理计划委员会第三次会议决定，基于株洲的铁路枢纽地位，对各路客货车修理及配件供应均具优越地理条件，粤汉铁路总机厂将设置于株洲。1936年5月，株洲机厂筹备处成立，由程孝刚、茅以新任正副处长。他们先后考察了贺家土、麻塘坳、报亭子和田心塅，几经比较，选定田心塅。在田心车站以北征地1000亩兴建厂房；8月1日，在株洲田心塅叶家祠堂（今湖南铁道职业技术学院院址）挂出“铁道部株洲总机厂筹备处”厂牌，正式建立株洲总机厂，并开始修建厂房，后来的株机公司自2013年起将每年8月1日定为厂庆日。1937年，中华民国铁道部设置铁路总机厂，将株洲机厂、浦镇机厂、戚墅堰机厂划归总机厂管理处统一管辖。至1938年，株洲总机厂已建厂房26840平方米、住宅6209平方米，拥有各类从美、英等国购进的机器270台，建有两台220千瓦蒸汽机发电，并逐步投产。

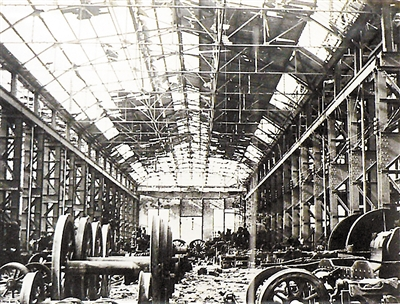
遭受日军轰炸之后的株洲机厂厂房

#### 战乱年代
在建立机厂的过程中，中国抗日战争于1937年全面爆发，由于株洲是铁路枢纽重镇，自然成为日军空袭的目标。1937年10月，日军飞机空袭株洲，目标很明确，株洲机厂厂房被炸，炸死建筑工人40多人。1938年8月31日和9月1日，日军飞机连续两天对田心进行轰炸，厂区中弹数十枚，厂房全部被炸毁，施工不得不停止。1939年初，战争形势恶化，国民政府交通部决定撤销株洲总机厂筹备处，令全部机器、员工迁往广西、贵州，设立柳江、全州、黔中三个机厂。
抗日战争结束后，国民政府交通部于1946年3月派员到株洲机厂调查战争期间工厂遭受日军破坏的情况。1946年5月，交通部要求复建株洲机厂，重新成立株洲机厂筹备处。周劢、徐名植为筹建处正副处长。1946年8月开始在原址复建厂房，规模比以前更大。经过一年多时间的复建施工，完成厂房建筑面积2770平方米，安装机器163台（一说共建成厂房、宿舍42480平方米，拥有机器设备843台）。同时湘江边上建成白石港发电厂。工厂在1947年开始投产，修理少量机车车辆。
1948年6月，美国经济合作局援华调查团团长一行，在国内相关人员陪同下，到株洲机厂视察，指令加快进度，作小规模试生产。但由于国内政治腐败，经济恶化，工厂生产资金短缺，生产材料缺乏，工人工资不能按时发放，物价上涨过快，职工生活苦不堪言，根本无法开始生产。
1949年，解放军南下势如破竹。白崇禧图谋劫厂南逃，派高参陈铭英来株洲机厂督拆机器。工人们故意拖磨时间，使机器拆卸慢。机器装车后，由于军运混乱，机器被甩在衡阳周边小站。1949年8月4日，株洲和平解放。解放军一个骑兵连进入田心。8月6日，解放军军代表廖列泉率军管小组进驻株洲机厂，听取各方意见，研究工厂恢复生产方案。8月23日，以郭维城为首的中南军区铁道运输指挥部于株洲机厂成立了“衡阳铁路管理局”，同时，株洲机厂更名为株洲铁路工厂。李泮溪任厂长，周劢任副厂长，胡锡光任政委。工厂的首要任务是进行机车抢修工作。当时工厂有职工400余人，而技术干部和技术工人仅百人，设备和原材料都很缺乏。9月1日，工厂开工恢复生产。

### 中华人民共和国时期

#### 扩建改造
中华人民共和国成立后，1949年12月铁道部决定由国家投资修复株洲机厂。1950年初，工厂将解放前被国民党劫走的十几个车皮的重要机械设备全部运回工厂。1950年5月，开始厂房修建，设备安装，动力铺设，铁路铺轨，宿舍建设，道路扩建等，铁道兵也派了一个团的兵力来厂帮助施工。国家投资576万元人民币进行修复，并新增设备72台。1949年10月31日，在全厂共同努力下，恢复生产后不到两个月时间，重新组装修理出第一台机车——ㄙㄌ7型（KD7）1159号蒸汽机车交付出厂。此后，在一个月的时间，相继修好了头等餐车一辆，头等卧车一辆，二等客车一辆，三等客车八辆和守车一辆。1950年1月，经中央人民政府政务院批准，株洲铁路工厂被列为国家投资修复扩建的工厂之一。1951年1月，株洲铁路工厂举行新建厂房竣工庆功大会。1951年5月，基于株洲的铁路枢纽地位，株洲从湘潭县划出成为县级市。
1953年1月，铁道部为加强对中国机车车辆工业的领导和统一规划，铁道部决定将一些原分属铁路局领导的铁路工厂改为直属铁道部统一领导，因此株洲铁路工厂改为铁道部直属工厂，行政业务由铁道部厂务局归口管理；同时铁道部调整铁路工业结构，将部属20个工厂划分为制造厂和修理厂，设机车车辆制造局和机车车辆修理局分别管理，确定株洲铁路工厂只负责铁路机车车辆的修理业务，工厂更名为铁道部株洲机车车辆修理工厂。1953年开始的中国第一个五年计划中，株洲市被列入国家“一五”期间重点建设的八大工业基地之一，而株洲机车车辆修理工厂也被列入694个大中型限额以上工业项目之一，由铁道部投资454.12万元对工厂进行改造和扩建，成为修理铁路客车、货车的基地，具有多种金属冷加工、铸造、锻造、表面处理、检测服务等一整套加工能力，使机车修理质量逐步提高。同时，工厂开始仿效苏联的工业企业管理制度，实行厂长负责制的国营企业领导体制。除担负修理机客货车外，又增加新造货车的任务。同时，工厂的扩建任务加紧进行。至年底，工厂主体建筑——机车修理联合厂房（俗称大铁房）扩建工程完工投产。1953年至1957年，工厂一共完成客货车修理任务4323台，新造客车80辆。

#### 机车生产

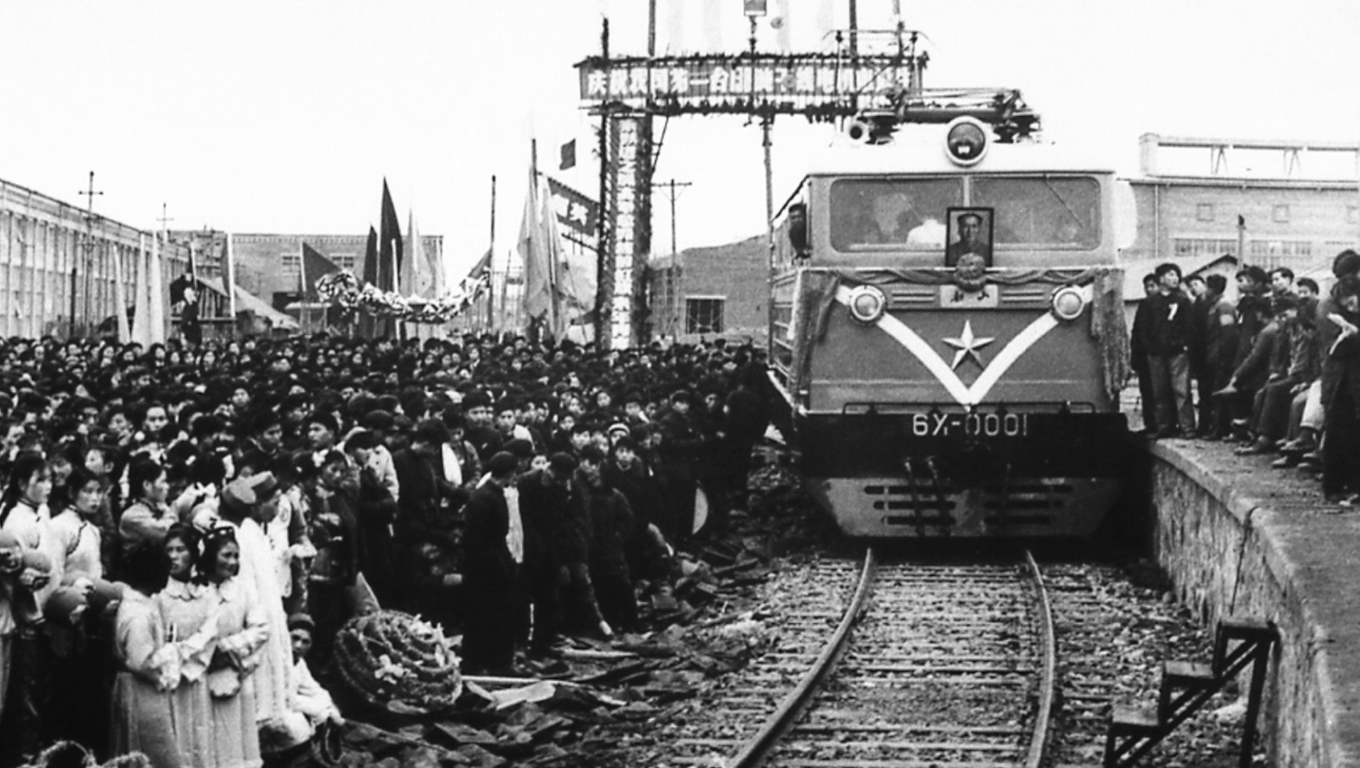
1958年12月30日，中国首台干线电力机车——6Y1型0001号机车在湘潭电机厂下线

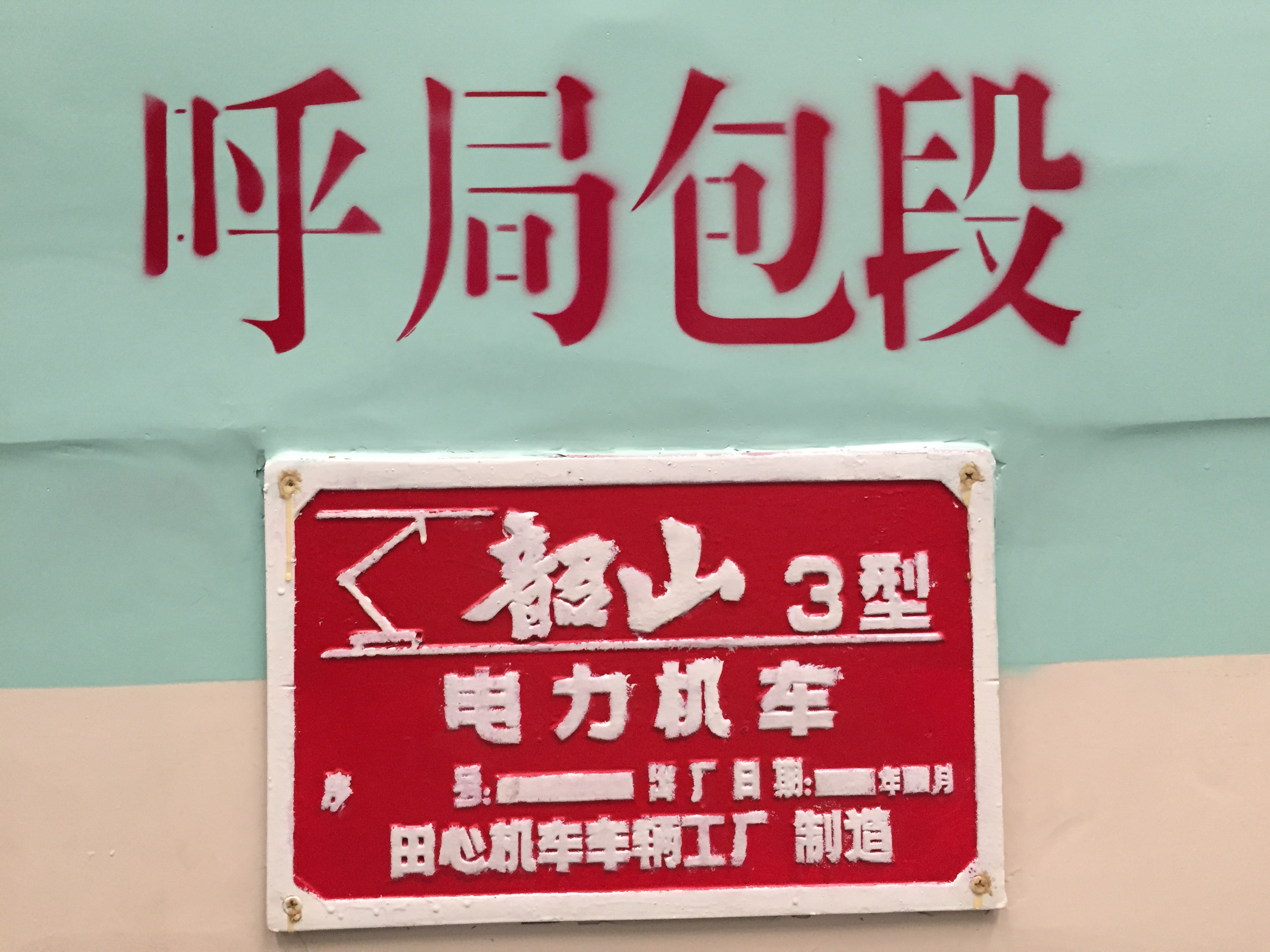
1978年出厂的第一台SS3厂牌仍标示为“田心机车车辆工厂”

1957年，株洲机车车辆修理工厂在修理机车车辆的同时也开始试制机车、客车；1957年1月，株洲工厂成功试制了21型客车；1958年6月又试制了一台轴式0—4—0的小型蒸汽机车。由于株洲工厂已经开始实现“修转造”，铁道部于1958年9月将工厂厂名改为铁道部株洲机车车辆工厂。在协助第一机械工业部湘潭电机厂研制工矿用电力机车的同时，株洲工厂也参与了铁路干线电力机车的研制项目。1958年12月30日，株洲机车车辆工厂与湘潭电机厂成功合作试制出中国第一台干线电力机车——6Y1型电力机车，开始了工厂研制电力机车的历史。1960年3月，改称铁道部田心机车车辆工厂。
但由于第一代6Y1型机车的引燃管整流器、牵引电机等关键部件可靠性较差，田心工厂对机车进行了长达10年的研究和改进，于1968年成功研制了第8台6Y1型机车，定型为韶山1型并投入批量生产。1969年9月，田心机车车辆工厂与株洲电力机车研究所（株机所）联合研制了一台试验性质的韶山2型电力机车，韶山2型仿制自法国引进的6Y2型电力机车，采用高压侧调压开关、32级调压、大功率硅整流器和弹性齿轮传动，处于1960年代国际先进水平，但因部分部件尚未具备批量生产的条件，韶山2型并未投入生产和运营。从1970年起，原本由湘潭电机厂协作供应的电力机车各种主要电气配件，例如调压开关、主断路器、各种电气柜以及牵引电机等，都转到田心机车车辆工厂自行生产配套。1958年至1977年，田心机车车辆工厂总共才生产144台电力机车，年均仅7.2台。
1978年7月7日，铁道部在河南新乡召开会议，明确提出把电力机车作为铁路机车的主要发展方向，决定组建专业制造电力机车厂家，指令田心机车车辆工厂改造蒸汽机车修理系统，全面转产干线电力机车；同年10月28日，田心机车车辆工厂修理的最后一台蒸汽机车——FD型1631号机车出厂，工厂正式停止修理蒸汽机车，成为中国首家电力机车专业制造工厂。1978年12月，田心机车车辆工厂在株机所的协助下，吸收了韶山1型、韶山2型机车的经验，研制了韶山3型客货两用干线电力机车，成为中国第二代级间相控调压、交—直流电传动电力机车。1979年11月，工厂改称铁道部株洲电力机车工厂。
为了提高电力机车产能和产品技术水平，从1980年代开始，株机厂开始利用外资引进设备、技贸结合引进技术。1982年，世界银行铁路项目负责人到访株洲，向株机厂了解实际情况和贷款的用途，当时中方的意见是，通过提高中国自身的机车生产能力，将比长期使用贷款购买外国机车对中国更有利。经世界银行聘请瑞士、英国、瑞典等国的机务、机车制造和设备专家实地考察后，世界银行确定提供一笔大额贷款。1985年，株机厂经铁道部批准，利用世界银行贷款，引进145台先进设备、仪器，改善了电力机车主要生产设备和检测手段，使生产能力和产品质量大为提高。通过1980年代两次扩建改造，株机厂于1989年已经形成年产260台电力机车的生产能力。

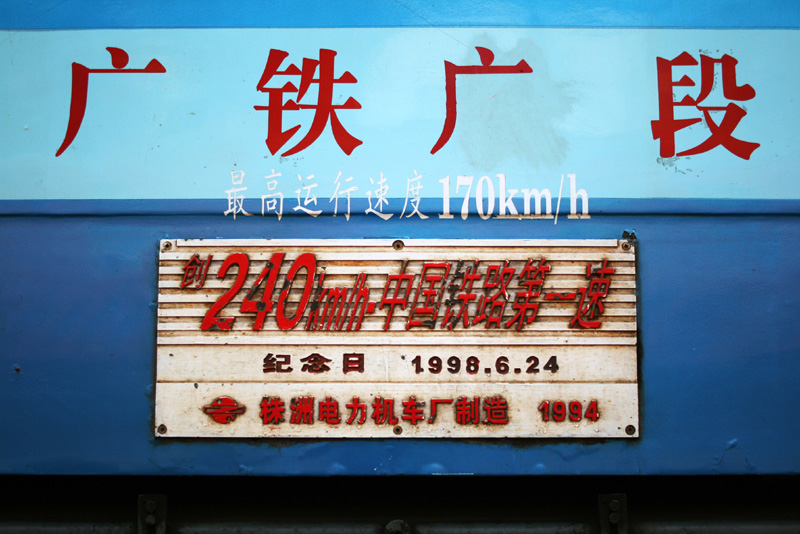
株机厂的韶山8型电力机车于1998年创造了当时“中国铁路第一速”——时速240公里

从1980年代开始，随着中国不断加快铁路技术装备现代化的步伐，株机厂持续研制了多种不同类型的电力机车，逐步实现了中国电力机车的系列化、型谱化。1985年成功研制韶山4型8轴大功率重载货运电力机车，开创了中国第三代电力机车（无级调压、交—直传动）的系列；1990年开发了最高速度140公里/小时的韶山5型快速客运电力机车；同年又为陇海铁路电气化研制了韶山6型电力机车；1993年成功改进了韶山4型重载货运电力机车，使之定型并批量生产，成为中国铁路干线4000～10000吨级重载牵引的主型机车；为满足中国铁路提速的需要，株机厂先后于1994年、1998年成功研制了韶山8型、韶山9型准高速客运电力机车。至1995年12月，株机厂自建厂以来已经累计生产了9种型号的干线电力机车达2000台，占当时全中国电力机车总数的80%以上。

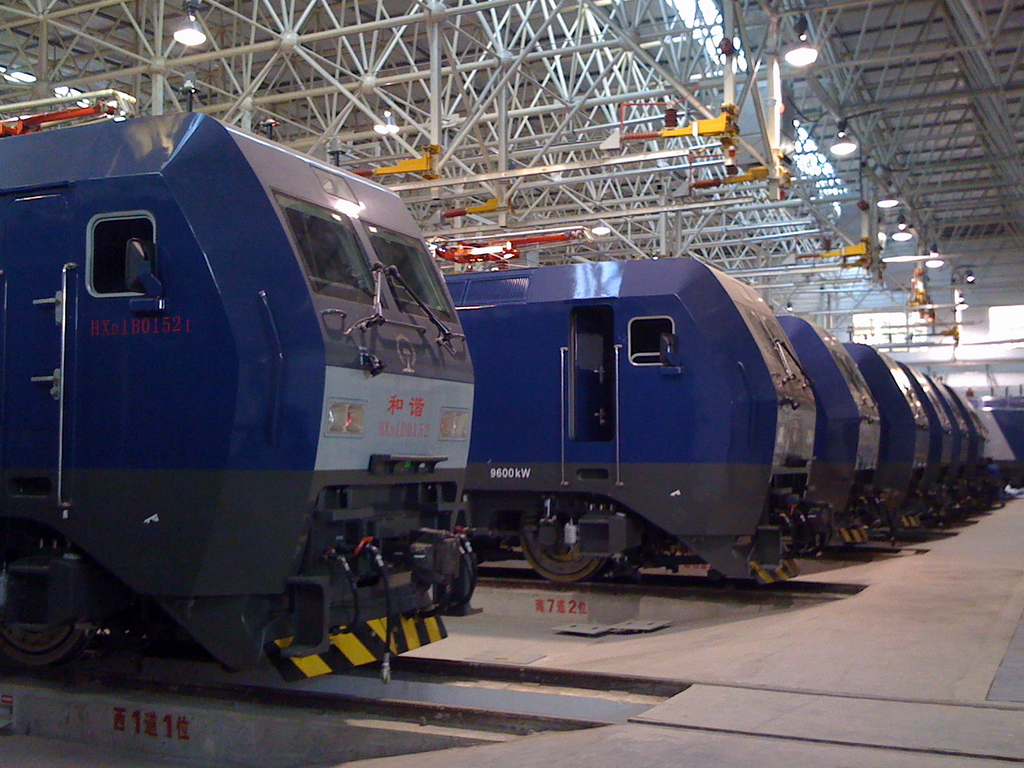
南车株洲电力机车公司厂房内的HXD1B、HXD1C型电力机车组装车间

自1990年代起，株机厂的电力机车产品开始向“高速”和“交流传动”两个方向发展。1996年6月，中国首台国产交流传动电力机车AC4000型在株机厂问世。在AC4000型的基础上，又试制了DJ“九方”、DJ2“奥星”型交流传动高速电力机车，并成功研制了时速200公里、单轴功率1200千瓦的DJJ1型“蓝箭”高速动车组牵引机车。与此同时，株机厂的电力机车也成功打开了出口市场，1997年底向伊朗出口了首批12台TM1型电力机车，成为株机厂的第一笔海外订单。在2001年10月和2002年3月，分别在国际招标中获得3台哈萨克斯坦交传电力机车和12台乌兹别克斯坦交传电力机车订单；2002年10月再次签订8台出口伊朗的TM1型电力机车合同，一年之内在中亚和中东市场获得了6400余万美元的订单。
2004年4月，中华人民共和国国务院明确了“引进先进技术、联合设计生产、打造中国品牌”的基本原则，重点扶持国内六家机车车辆制造企业，引进少量原装、国内散件组装和国内生产的项目运作模式，株洲电力机车厂在铁道部的安排下，选择与德国西门子公司合作，启动了大功率交流传动电力机车项目。事实上株机厂与德国西门子公司的技术引进、技术交流、技术合作和合资合作始于2000年，合作引进DJ1型大功率交流传动货运电力机车，为当时中国最先进的货运电力机车；从2002年起，株机厂联合西门子公司进军中国大陆的城市轨道交通车辆市场，先后获得上海轨道交通、广州地铁等城轨车辆的订单；同时株机厂采用西门子的交流传动技术，应用于出口中亚地区的电力机车。2006年11月，首台应用西门子EuroSprinter技术的HXD1型8轴交流传动电力机车在株洲出厂。2007年至2009年，南车株机于HXD1型的基础上先后研制了6轴9600千瓦的HXD1B型电力机车、6轴7200千瓦的HXD1C型电力机车。截至2011年4月，南车株机已累计生产各型电力机车近5000台，约占有中国铁路电力机车总数的50%。

#### 体制改革

“九方”注册商标

1994年3月23日，随着中国铁路机车车辆工业总公司所属35家工厂更改厂名，铁道部株洲电力机车工厂改名为株洲电力机车厂。1997年，株洲电力机车厂开始对企业原装备分厂和机车配件厂进行集体企业股份制改造，为了给企业集团一个新名称，株洲电力机车厂开始导入和逐步推行企业形象识别系统（CIS）。同年8月，在全厂范围开展了征集命名和广告词的活动，后经投票和多方评审，最终确定采用“九方集团”（GoFront Group）为注册商标，塑造企业形象，其涵义代表时空至大至远至广，寓意企业与社会、自然和谐共生；英文名称寓意永远向前，同时也标志着企业的行业领先地位。随后，株洲电力机车厂相继成立了一批以“九方”命名的试点企业单位，包括九方裝備公司（原装备分厂）、九方机车配件公司（原株洲市机车配件厂）等。
踏入2000年代，随着国企主辅分离、辅业改制的浪潮、中国机车车辆工业与铁道部的脱钩，中国铁路机车车辆工业总公司重组分为中国南车、北车两大集团公司，株洲电力机车厂作为重要组成部分划归为中国南方机车车辆工业集团公司，2003年1月起改称中国南车集团株洲电力机车厂。2005年8月31日，中国南车集团株洲电力机车有限公司注册成立，由其前身公司中国南车集团株洲电力机车厂转让全部核心业务后改制而成。2007年12月，中国南车集团株洲电力机车有限公司更名为南车株洲电力机车有限公司；其股份由中国南车股份有限公司、南车株洲电力机车研究所有限公司、新力搏交通装备投资租赁有限公司及株洲联诚集团有限责任公司各自持有69.01%、16.31%、13.05%及1.63%的权益。所有辅助资产仍保留在中国南车集团株洲电力机车厂，而该厂亦继续保留其企业法人实体地位，属于续存企业。

#### 城轨车辆产业

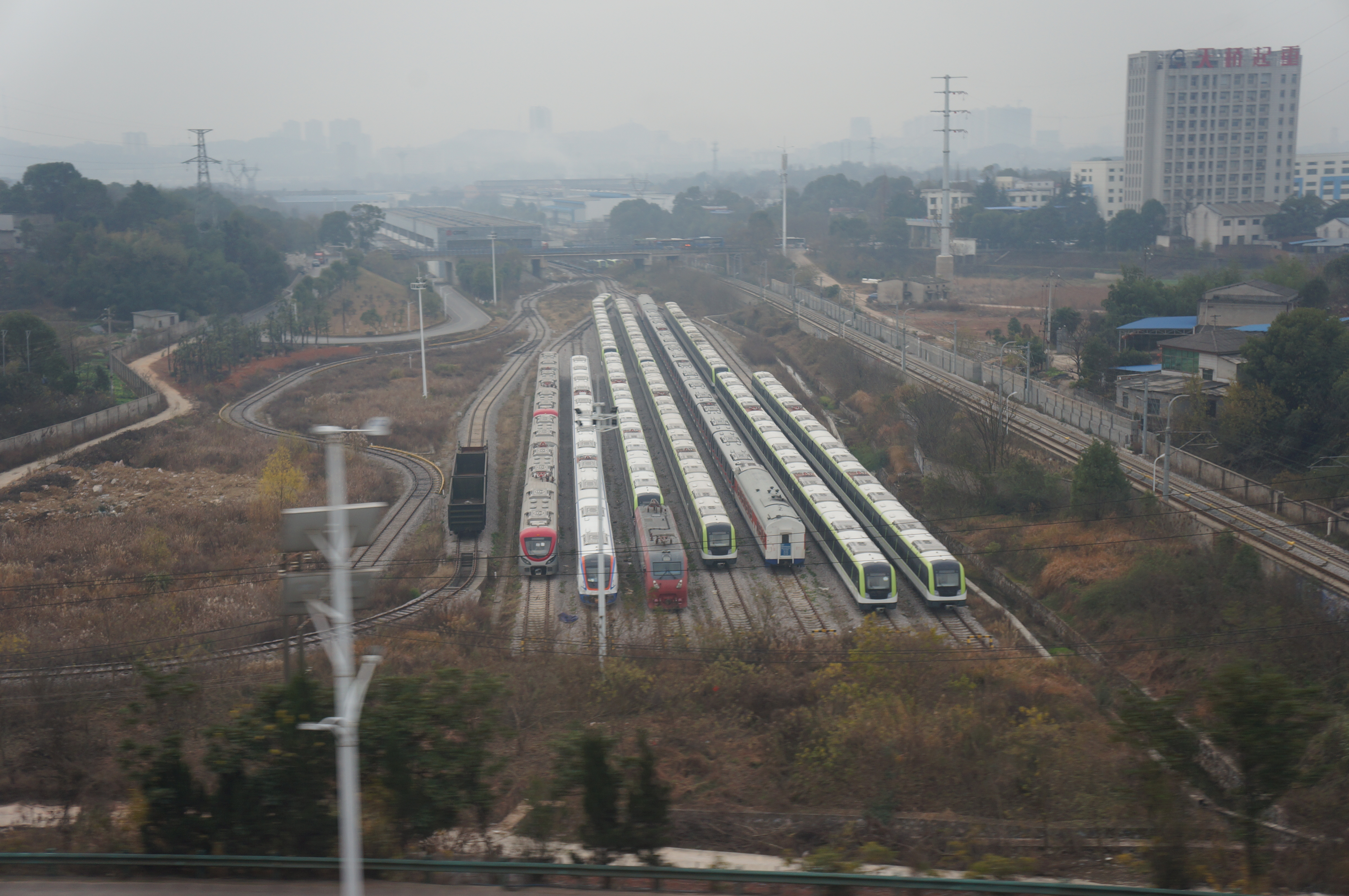
停放在厂内存车线的城轨车辆

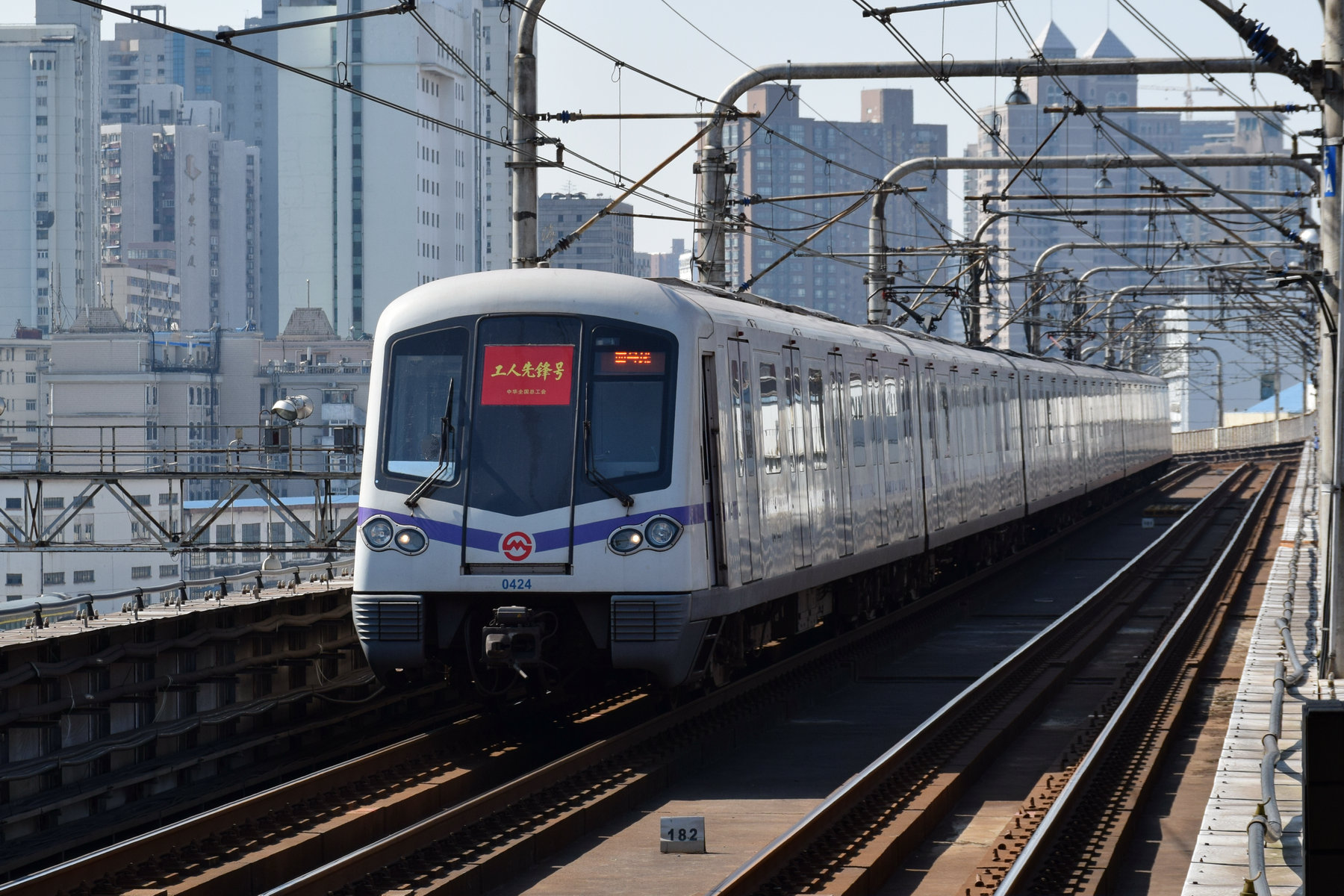
株机厂生产的第一种城轨车辆——上海轨道交通4号线04A01型列车

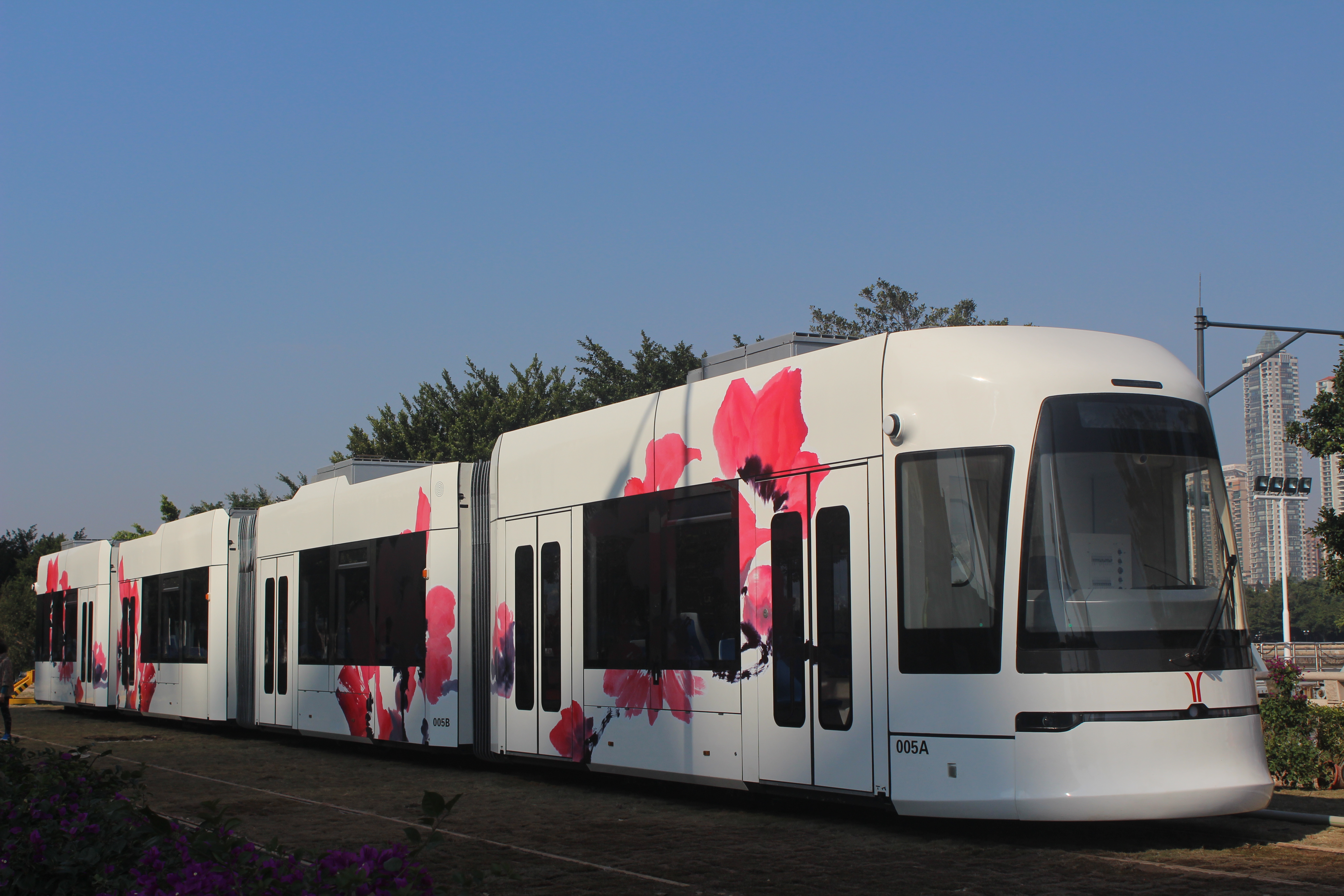
广州市海珠有轨电车车辆

2000年4月，株洲电力机车厂基于40余年铁路干线电力机车的生产经验，获得国家计委批准进入城市轨道交通装备生产产业。2002年3月，株机厂联合德国西门子公司，获得上海轨道交通4号线（明珠线二期工程）的168节A型地铁车辆生产合同，合同总金额16.2亿元人民币。2003年5月，株机厂和西门子在广州地铁3号线地铁车辆国际招标中胜出，获得120节B型地铁车辆生产订单，列车设计时速135公里，运行时速最高为120公里，是中国国内速度最快的城轨列车，合同总金额为14.1亿元人民币。2004年1月，总面积超过30,000平方米的株洲电力机车厂地铁车辆制造基地建成投产，基地主要包括车体联合厂房、组装联合厂房和静态调试厂房三部分，并从德国、意大利等国家引进了机械设备近120套，建成囊括型材加工、底架焊接、车体组焊、油漆、组装、试雨、静调和动调试验等工序的柔性制造体系，可满足多种类型铝合金车体地铁车辆制造。
2009年8月，中国南车集团与广东省政府合作，决定由南车株洲电力机车有限公司和广州市地下铁道总公司共同投资成立广州南车城市轨道装备有限公司，于广州番禺建立年总装能力可达350辆的城轨装备组装、制造、维修基地，其首列新造地铁列车在2011年7月出厂。2011年，南车株机先后获得广州地铁、昆明轨道交通、长沙地铁的城轨列车订单。
2014年5月28日，供广州市海珠区有轨电车使用的世界首列超级电容100%低地板有轨电车于株洲工厂下线。
2015年2月12日，由株洲电力机车有限公司牵头在新疆乌鲁木齐筹建乌鲁木齐中车轨道交通装备有限公司。从事城轨、无轨电车、有轨电车、动车车辆组装、销售以及城轨、机车车辆的修理、改造、租赁和配套部件销售，轨道交通装备专业服务，现已具备为新疆乃至中亚、南亚提供全系列轨道交通产品和全方位综合服务能力，成为中国中车向西发展的战略支点，成为西北地区轨道交通装备产业龙头企业。

## 海外业务
近年来中车株洲也为世界的不少国家制造铁路车辆。1997年开始株机将电力机车出口至中东地区、哈萨克斯坦、乌兹别克斯坦等国家，截至2019年株机已参与了马来西亚、新加坡、土耳其、印度、南非等国家的铁路车辆项目订单。

### 马来西亚

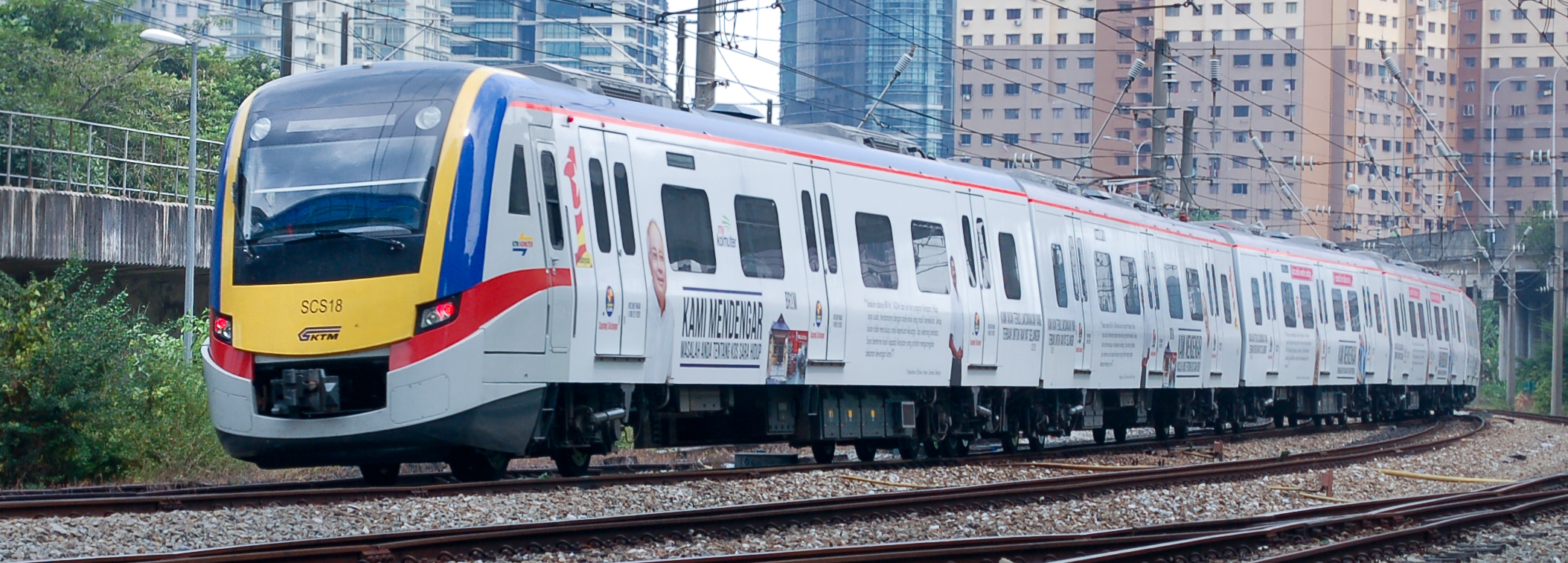
由中车株机制造的马来亚铁道92型电力动车组

2010年开始，株机便与马来西亚交通部签订了228辆动车组（SCS）合同；2012年时与国家基建公司签订了120辆轻快铁车辆合同；2013年，与交通部签订了60辆动车组（现用于KTM电动列车服务）合同；2014年，再和国家基建签订了180辆轻快铁车辆合同；2017年与交通部签订了52辆内燃动车组（HMU）和54辆动车组（电动列车商务车辆）的增购项目；2019年与马资源乔治肯特签订了66辆轻快铁车辆项目，后改为22辆。株机也在马来西亚成立维保分公司，开创维保业务模式。株机也通过位于霹雳州华都牙也的制造基地在当地生产车辆，与当地职员分享公司的经验和技术能力，互惠互利。

### 南非
株机自2004年以来便跟进南非铁路市场项目，自2012年首次成功得标第一个订单开始，已获得3个电力机车整车合同，总计554台电力机车。2012年10月，南非子公司－中车（南非）电力机车项目公司与南非最大的国有运输企业Transnet集团公司签约95台四轴电力机车合同；2014年3月，南非子公司再次与Trasnet集团公司分别签约100台四轴电力机车和359台六轴电力机车合同。2014年12月初，两国互相签署了合作备忘录，设计轨道交通装备关键零部件的本地化制造、维保、培训及共同研发。

### 印度
2010年，株机获得古尔冈5列地铁车辆合同，2013年，获得古尔冈南延线7列地铁车辆合同，2014年，株机获得新孟买地铁1号线8列地铁车辆合同，并在孟买成立分公司和建立轨道交通维保服务基地。

### 土耳其
2009年，株机与伊兹密尔市政府签订10列轻轨合同；2012年，株机得标108列安卡拉不锈钢地铁合同；2014年，签订伊兹密尔2列增购轻轨合同；2018年，签订土耳其伊斯坦布尔272辆轻轨合同。株机也于2013年与土耳其企业成立合资公司在当场进行生产制造列车。

### 新加坡
2009年，株机与陆路交通管理局签约14台地铁工程维护车；2013年，签约18台新加坡地铁工程维护车及配件，为首个电力、蓄电池双能源项目；2018年，签约6台新加坡地铁工程维护车； 2019年，新加坡陆路交通局增购株机8台地铁工程维护车辆。

## 产品

### 电力机车
- 韶山1型电力机车
- 韶山2型电力机车
- 韶山3型电力机车
- 韶山3B型电力机车
- 韶山4型电力机车
- 韶山4B型电力机车
- 韶山4C型电力机车
- 韶山5型电力机车
- 韶山6型电力机车
- 韶山6B型电力机车
- 韶山8型电力机车
- 韶山9型电力机车
- AC4000型电力机车
- DJ“九方”型电力机车（采用西门子交传技术）
- DJ1型电力机车（联合西门子设计制造）
- DJ2“奥星”型电力机车（采用西门子交传技术）
- HXD1“和谐”型电力机车（联合西门子设计制造）
- HXD1B“和谐”型电力机车（联合西门子设计制造）
- HXD1C“和谐”型电力机车
- HXD1D“和谐”型电力机车
- 复兴1型电力机车
- DDJ1型电力动车组动力车
- DJJ1型“蓝箭”电力动车组动力车
- DJJ2型“中华之星”电力动车组动力车
- TM1型电力机车（出口伊朗，由SS5衍生而成）
- TM2型电力机车（出口伊朗，由SS8及SS9衍生而成）
- TM3型电力机车（出口伊朗，由SS8及SS9衍生而成）
- O'zbekiston型電力機車（出口乌兹别克斯坦，采用西门子交传技术）
- KZ4A型电力机车（出口哈萨克斯坦，采用西门子交传技术）
- 20E型电力机车（英语：South African Class 20E）（出口南非）
- 21E型电力机车（英语：South African Class 21E）（出口南非）
- 22E型电力机车（英语：South African Class 22E）（出口南非）
- 复兴型内电双源机车（專運處内电双源分立式机车，僅生產電力端FXSY-000xA，內燃端FXSY-000xB則由中車大連製造）
- 复兴1型内电双源机车（客貨運兩用內電雙源集成式機車）

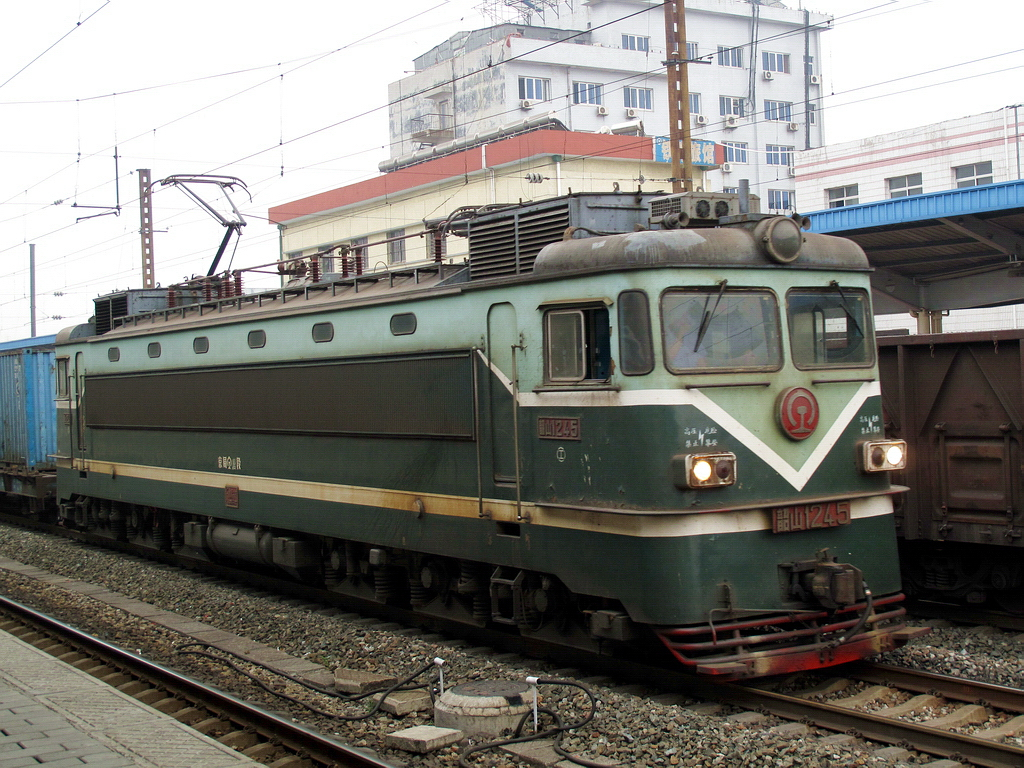
韶山1型电力机车
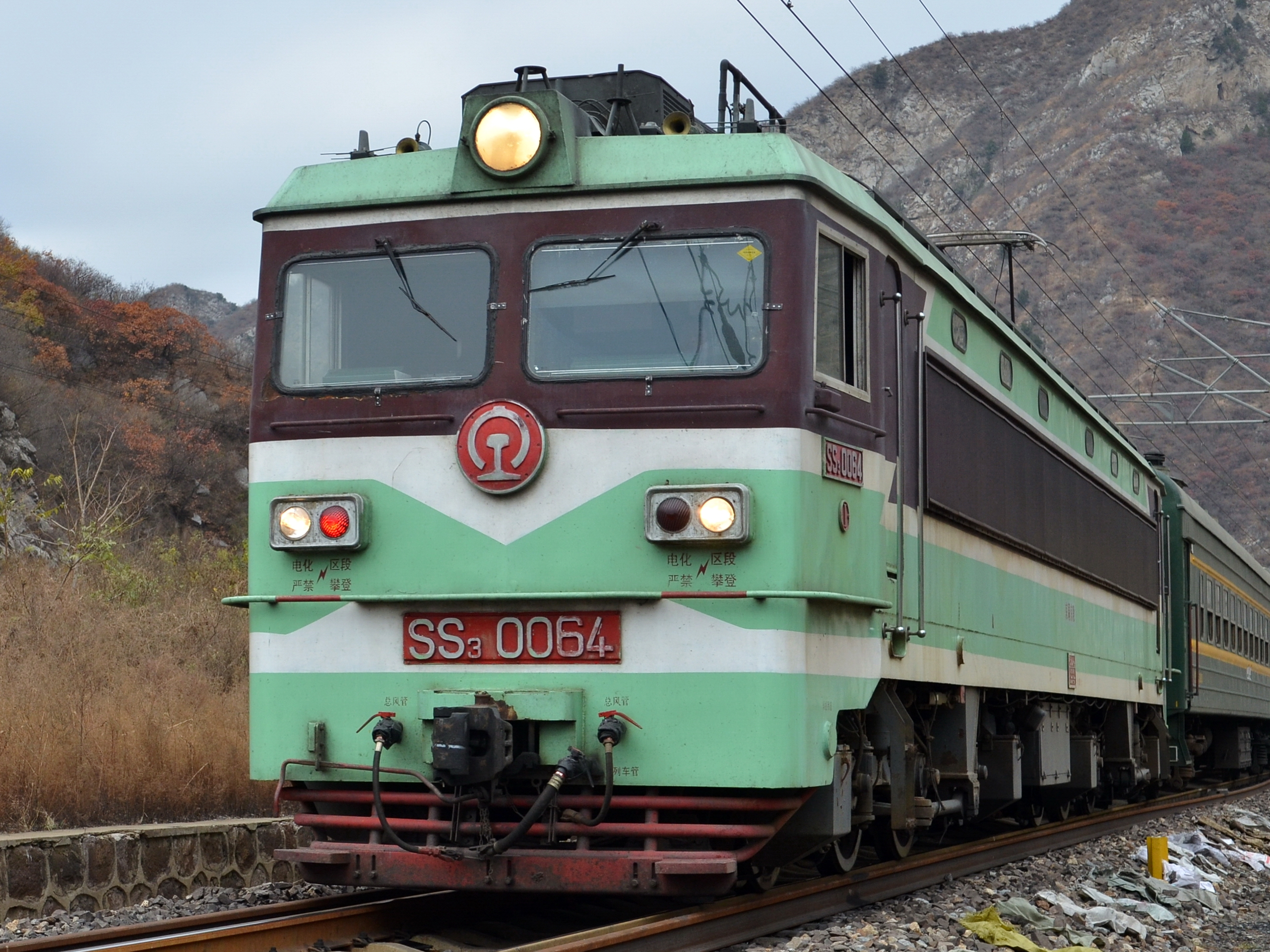
韶山3型电力机车
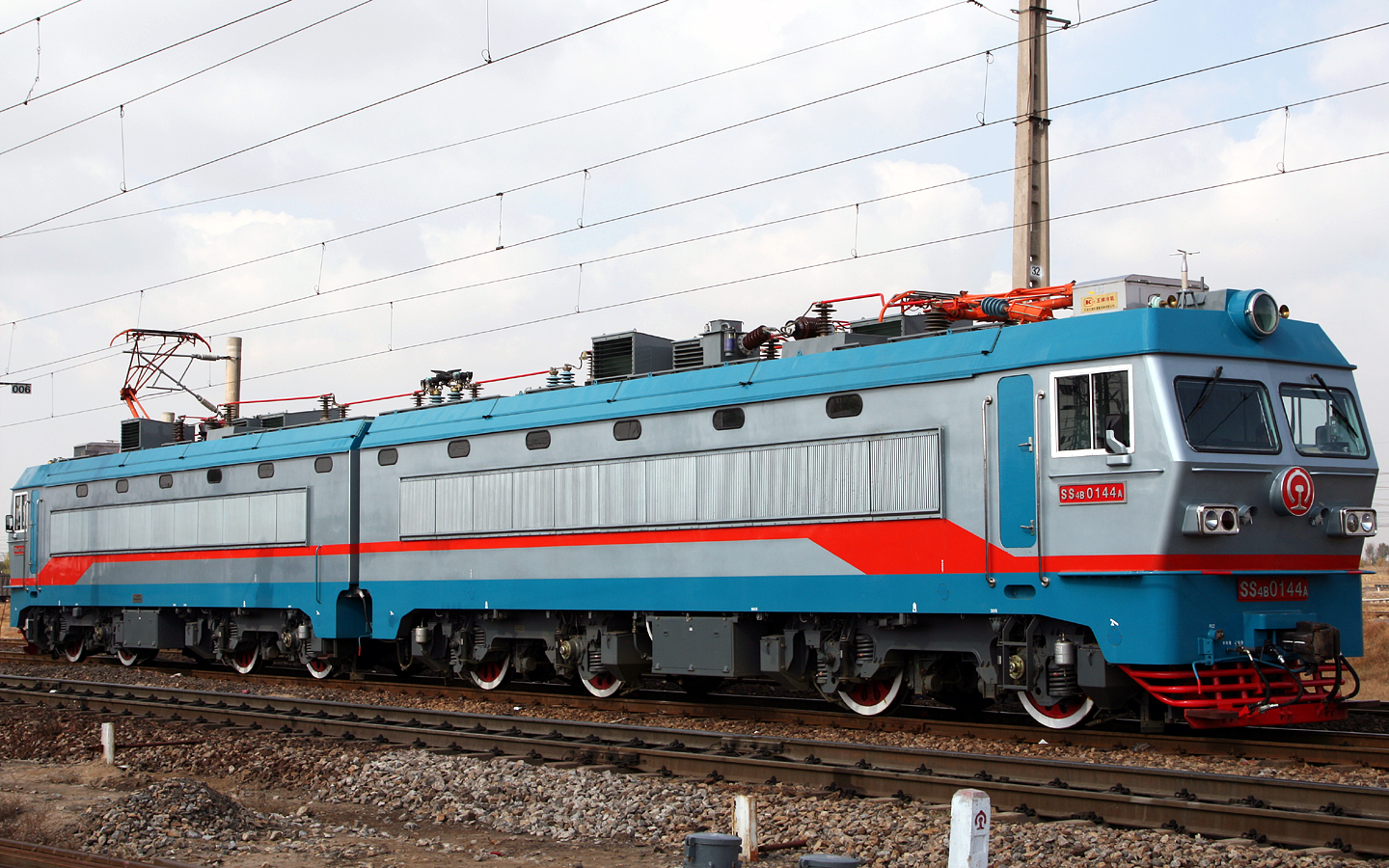
韶山4B型电力机车
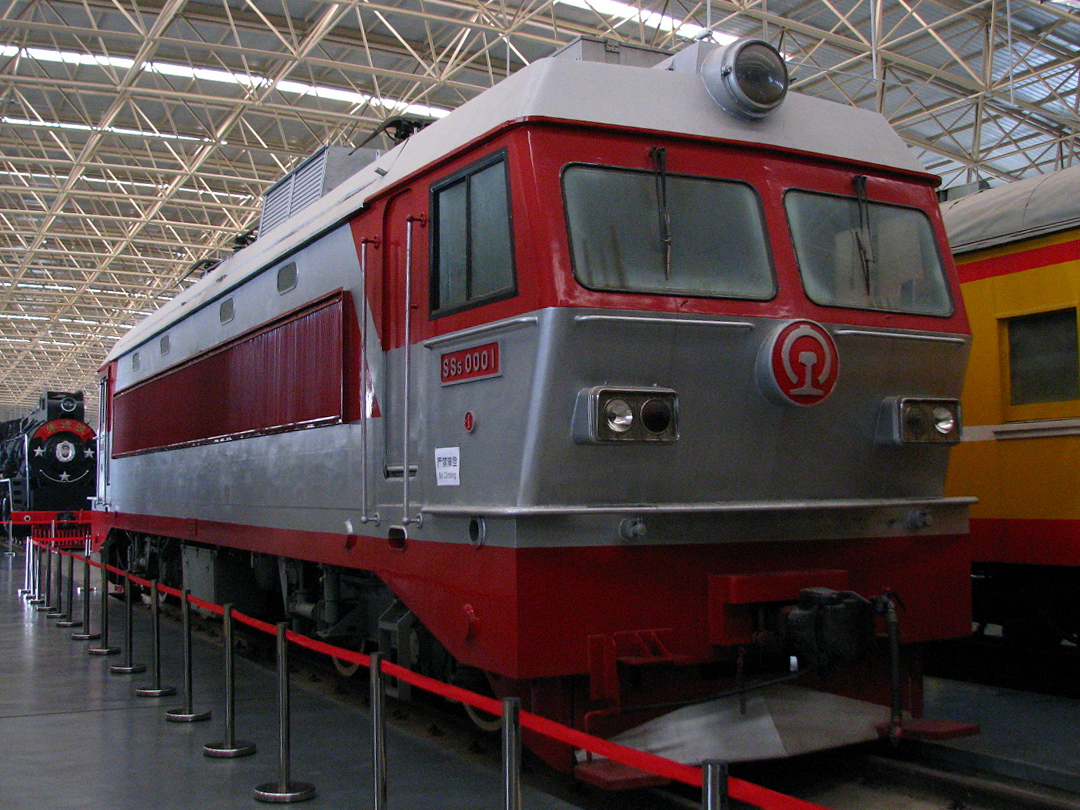
韶山5型电力机车
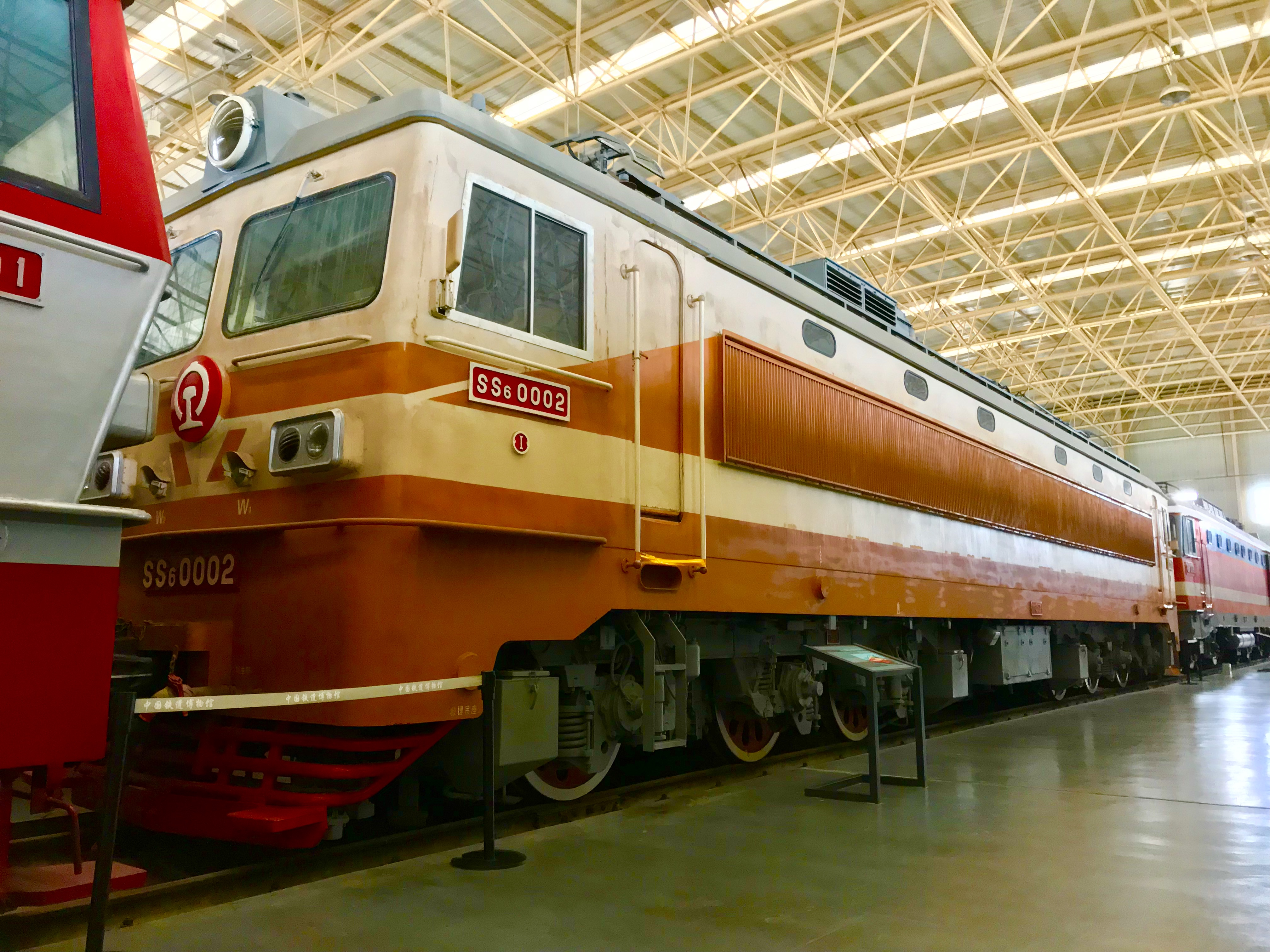
韶山6型电力机车
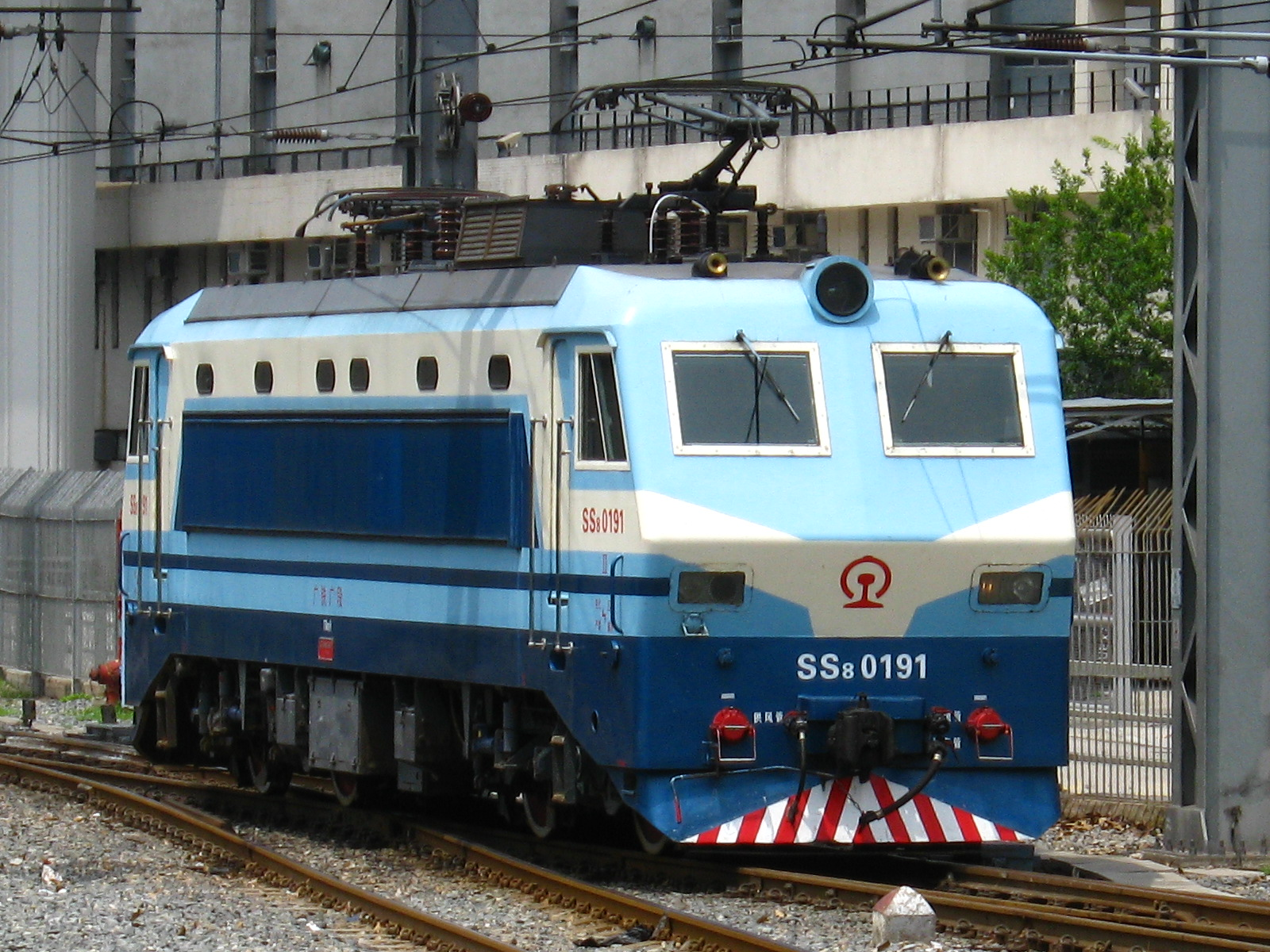
韶山8型电力机车
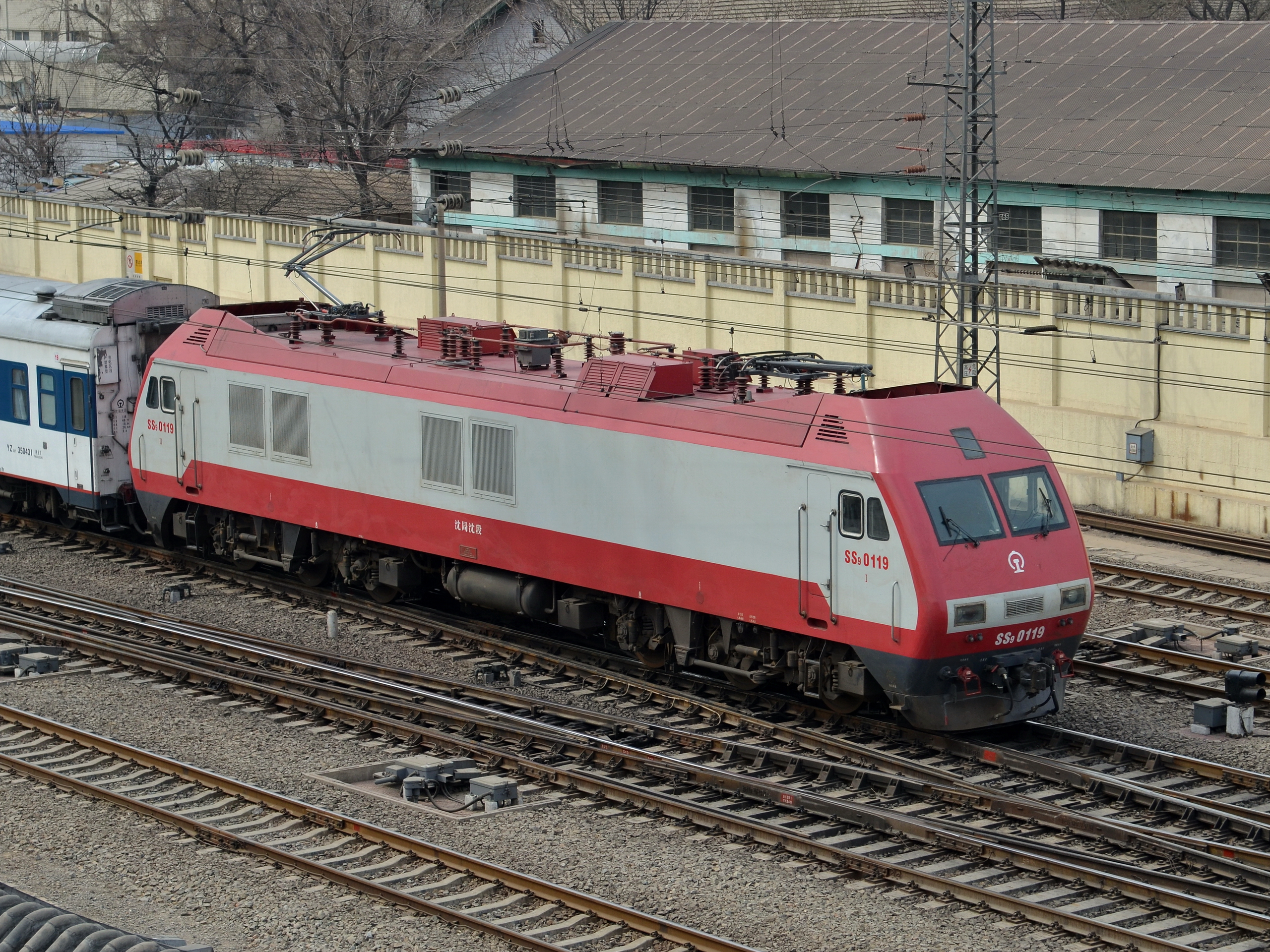
韶山9改型电力机车
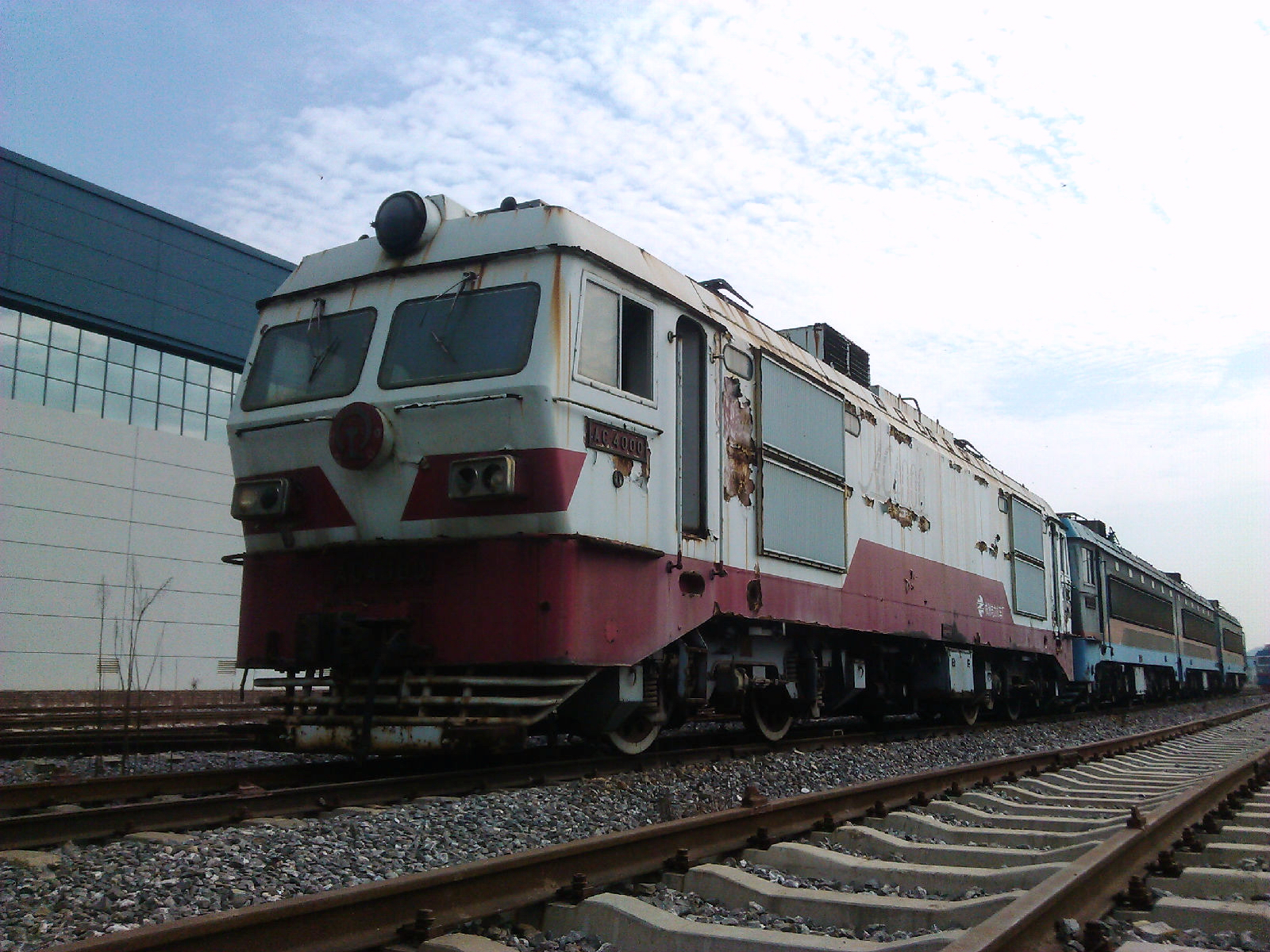
AC4000型电力机车
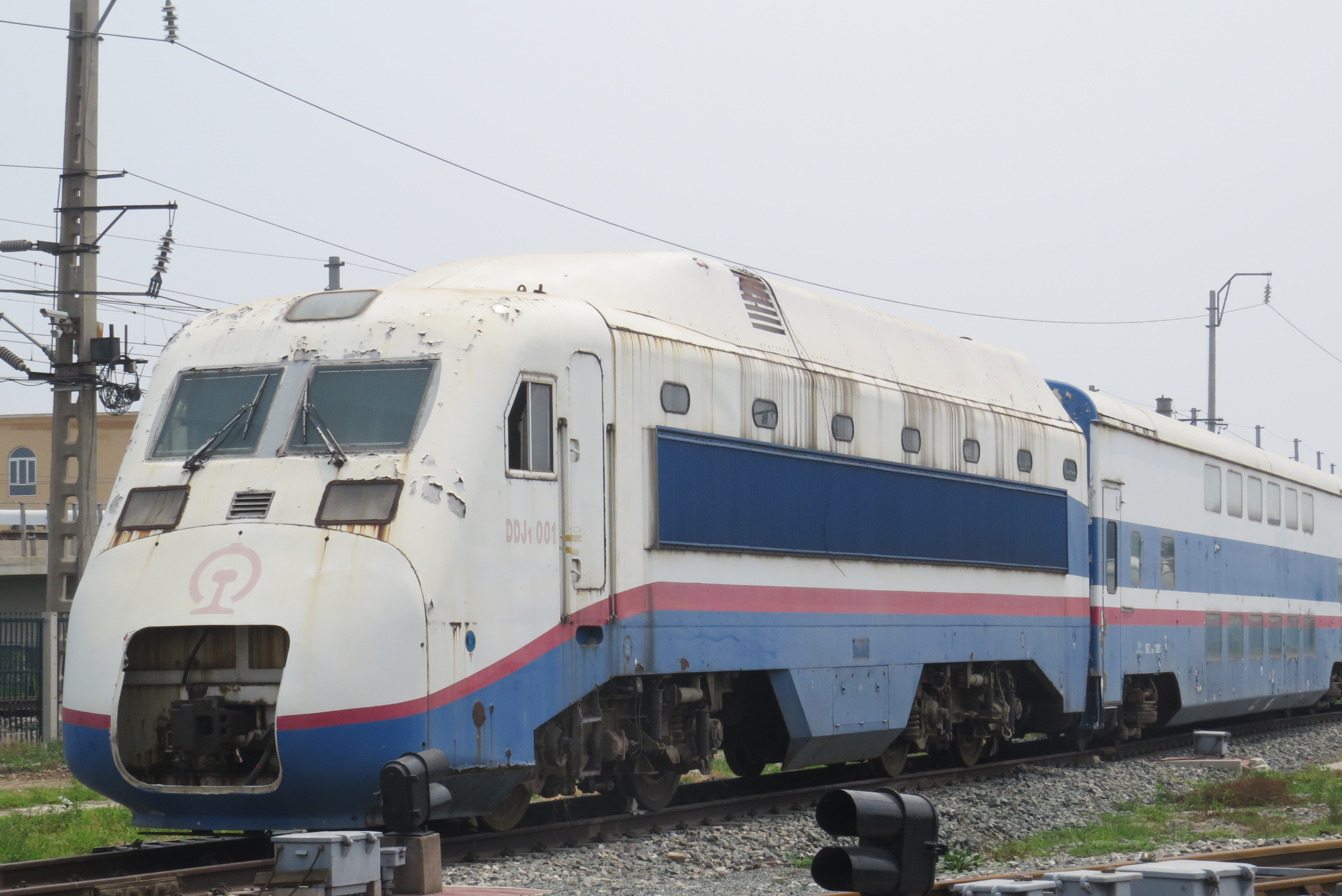
DDJ1型电力动车组动力车
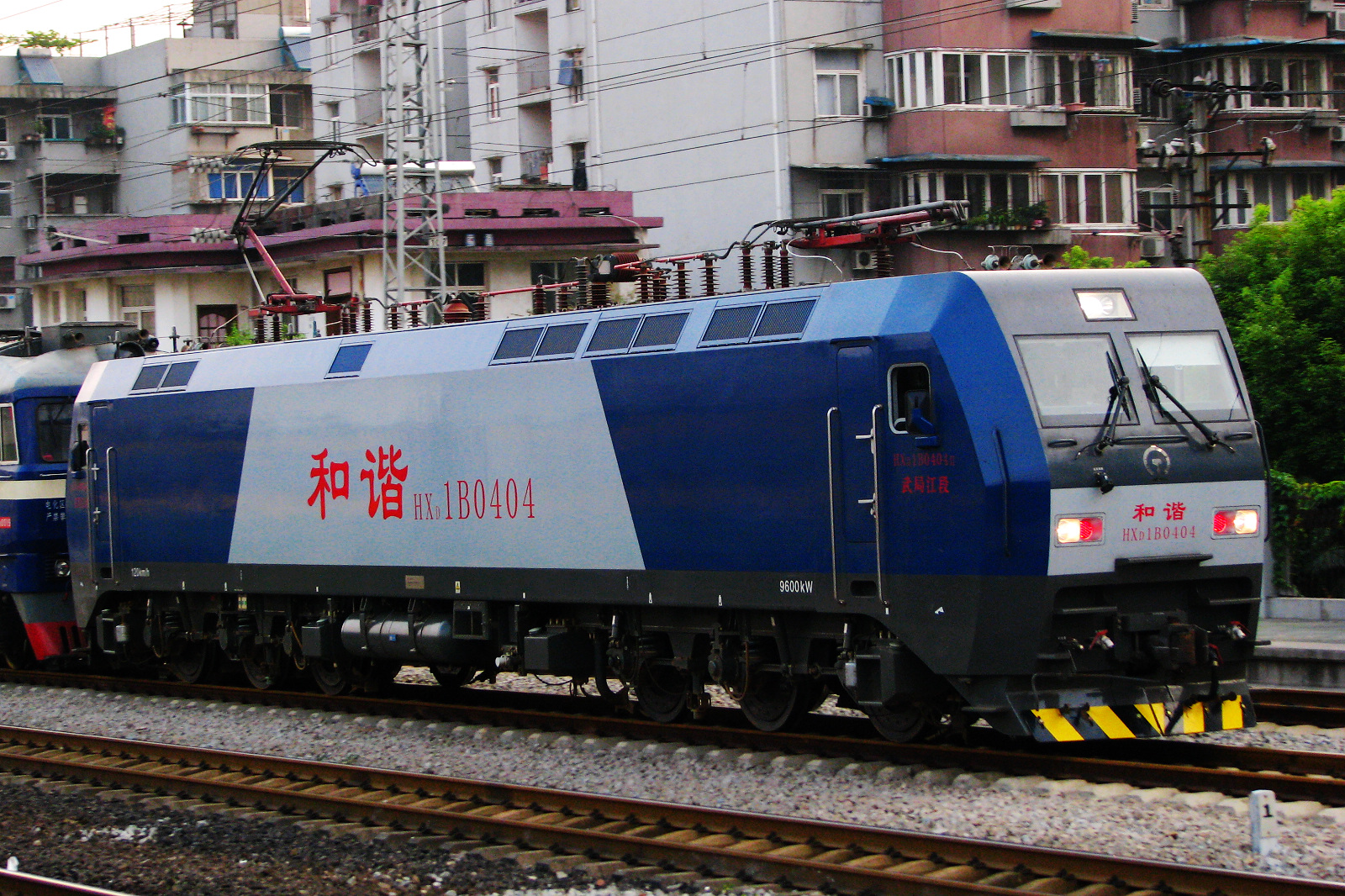
和谐1B型电力机车
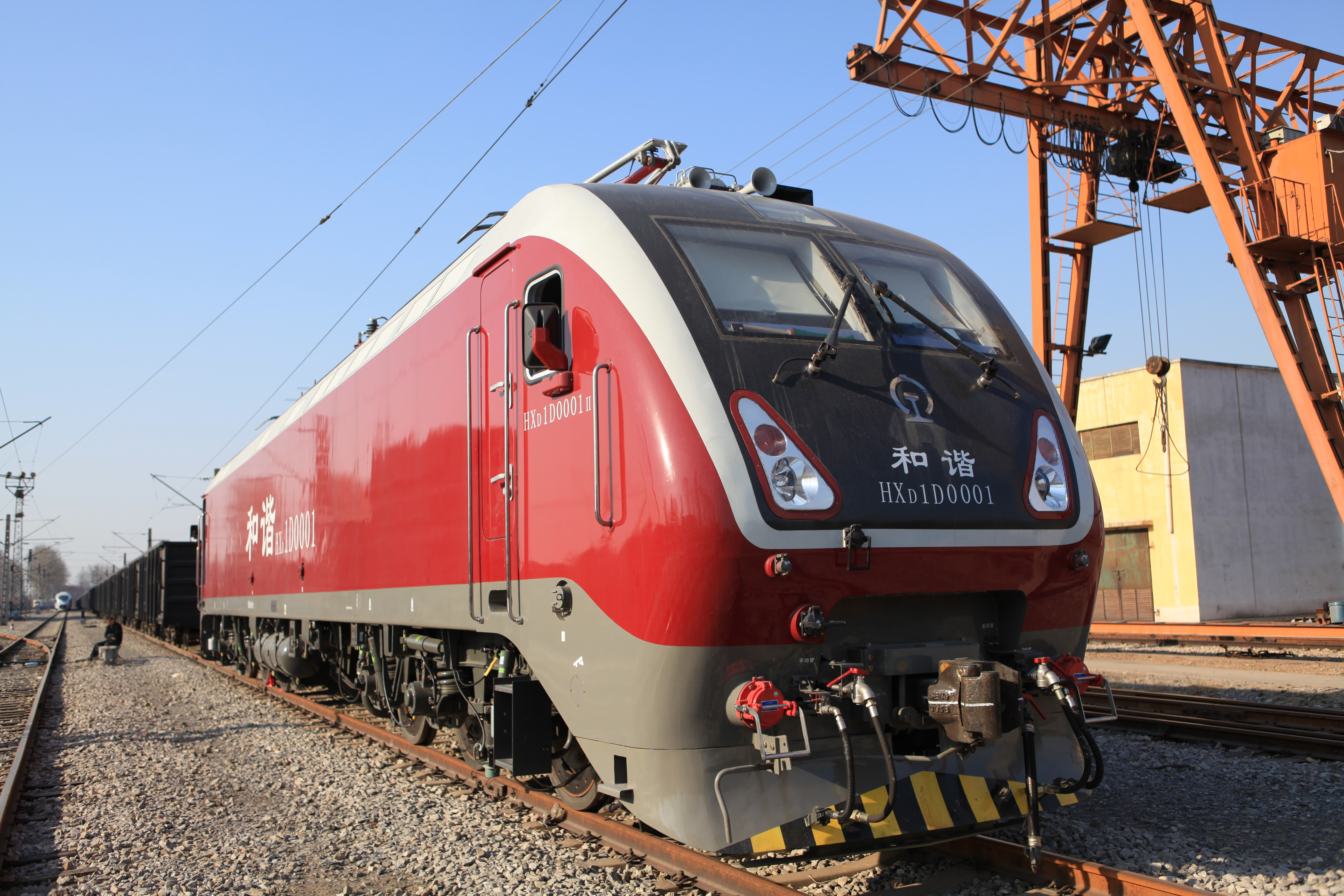
和谐1D型电力机车
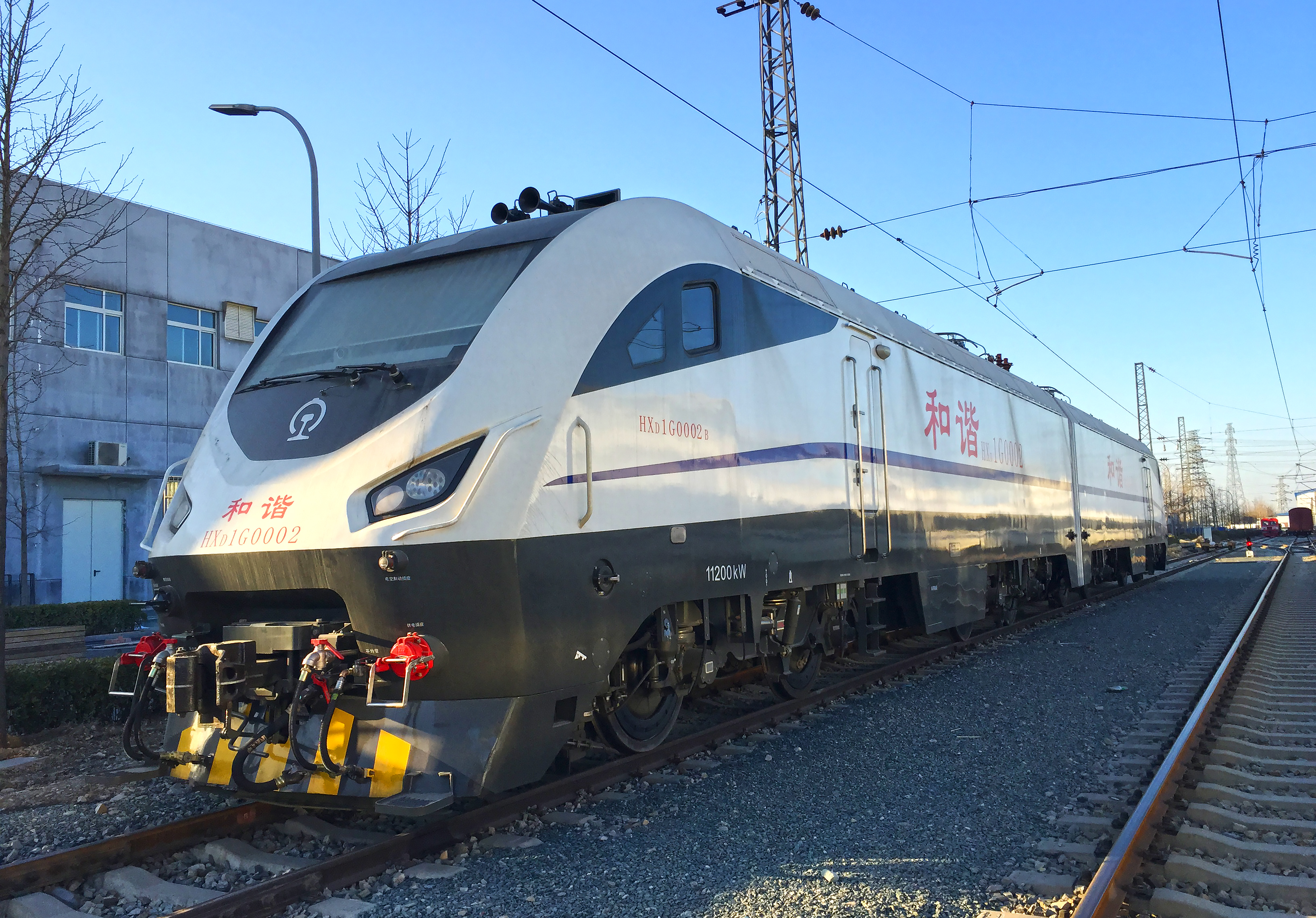
复兴1型电力机车
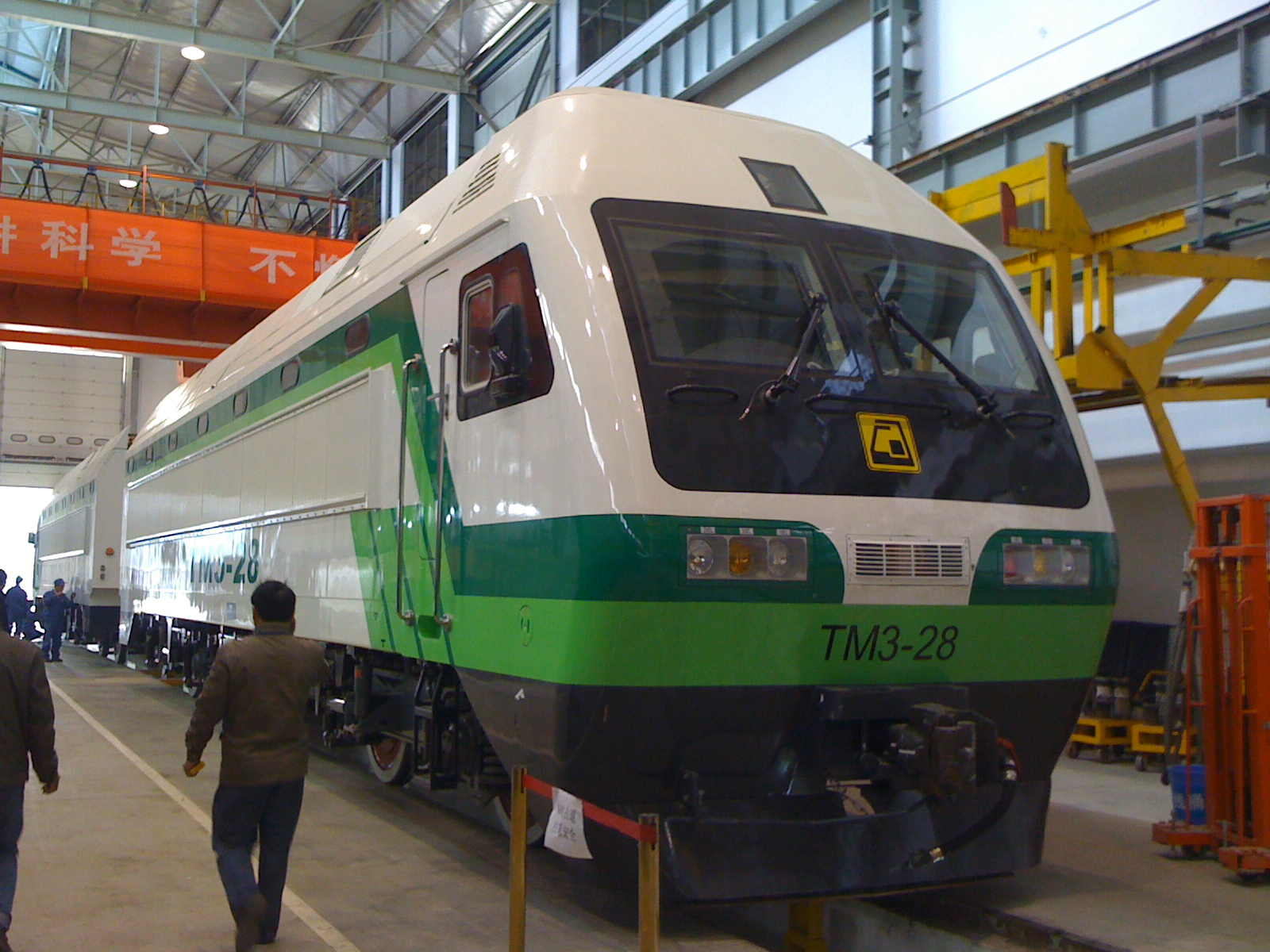
厂房内的TM3型电力机车
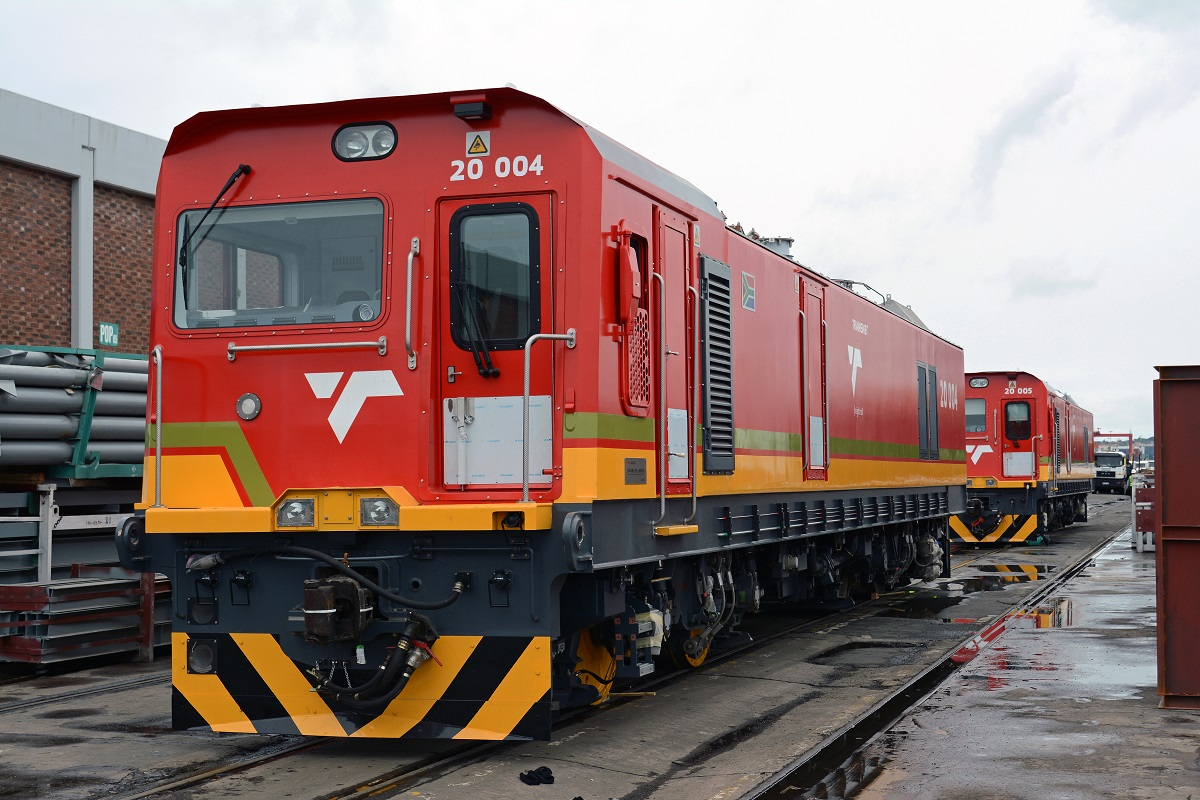
20E型双流制窄轨电力机车在南非德班港（英语：Port of Durban）
- 2020年7月29日，全球最大功率电力机车神24电力机车湖南株洲下线，单机功率28800千瓦、牵引力2280千牛

### 动车组
- DJF1型“中原之星”电力动车组（联合青岛四方机车车辆厂设计制造）
- 马其顿铁路411型电力动车组
- 马来亚铁道92型电力动车组
- 马来亚铁道93型电力动车组
- 马来亚铁道61型内燃动车组
- CJ6型电力动车组（城际动车组）
- 奥地利西部铁路动车组

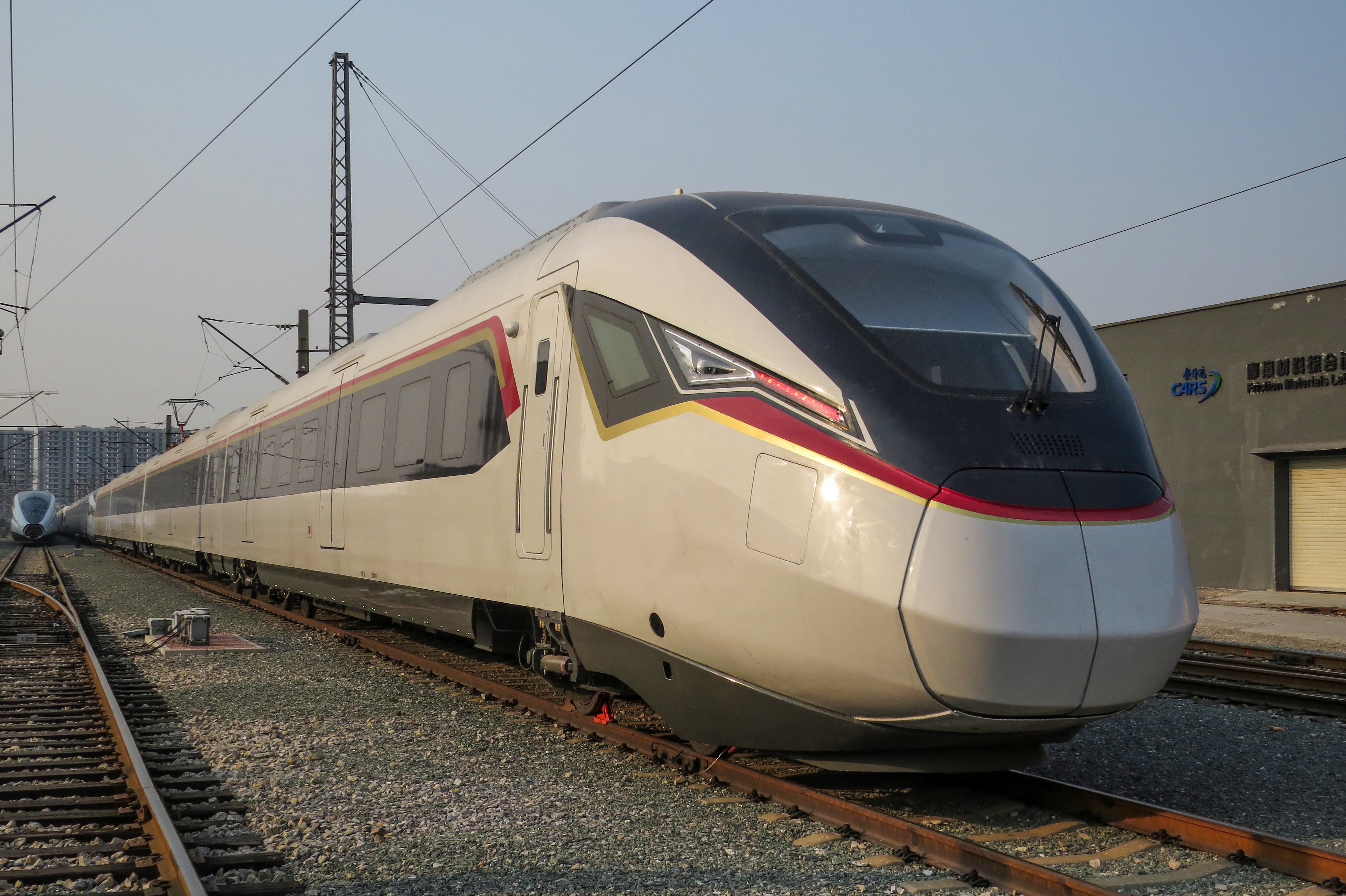
CJ6型城际动车组
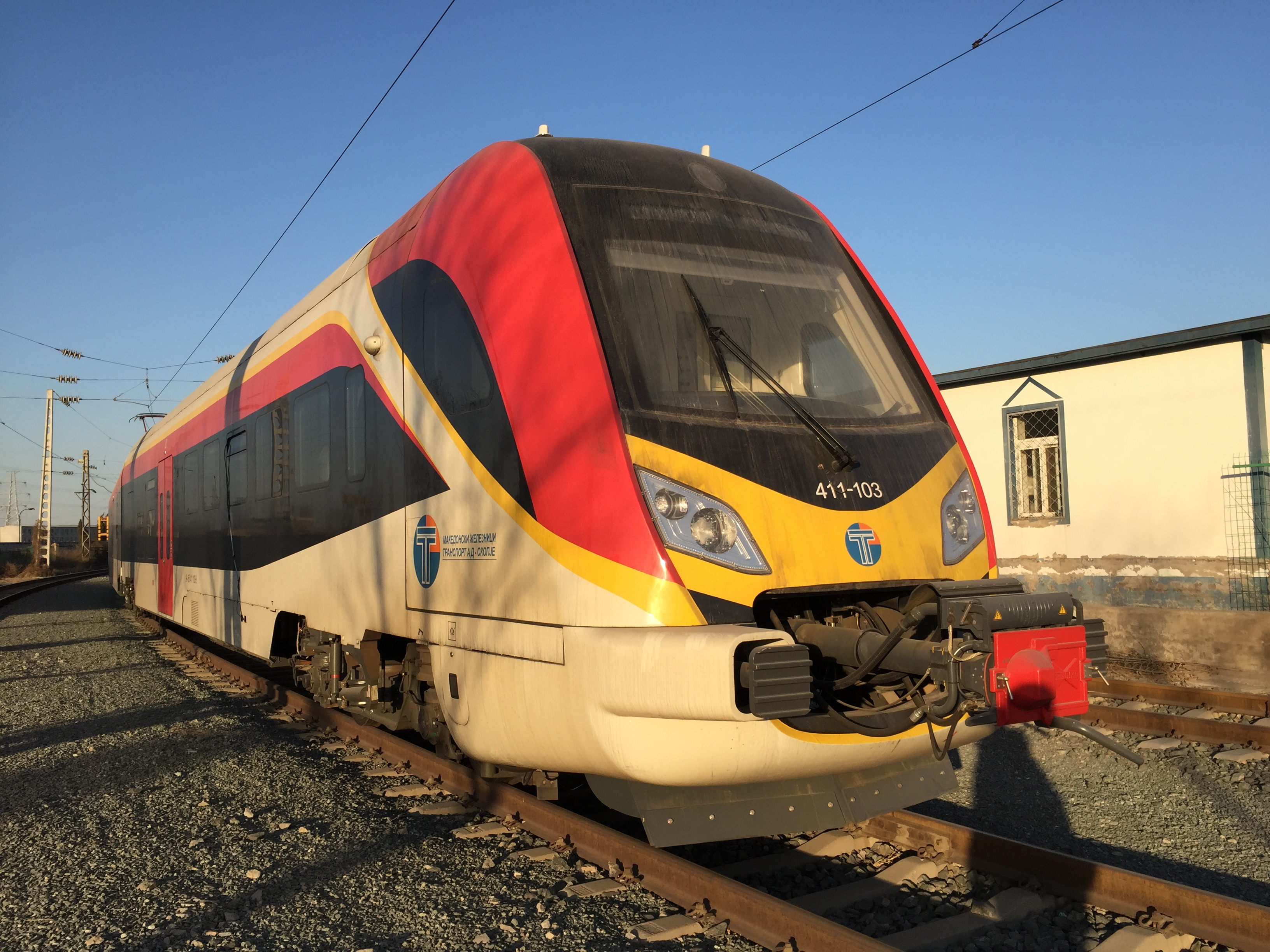
马其顿铁路411型电力动车组
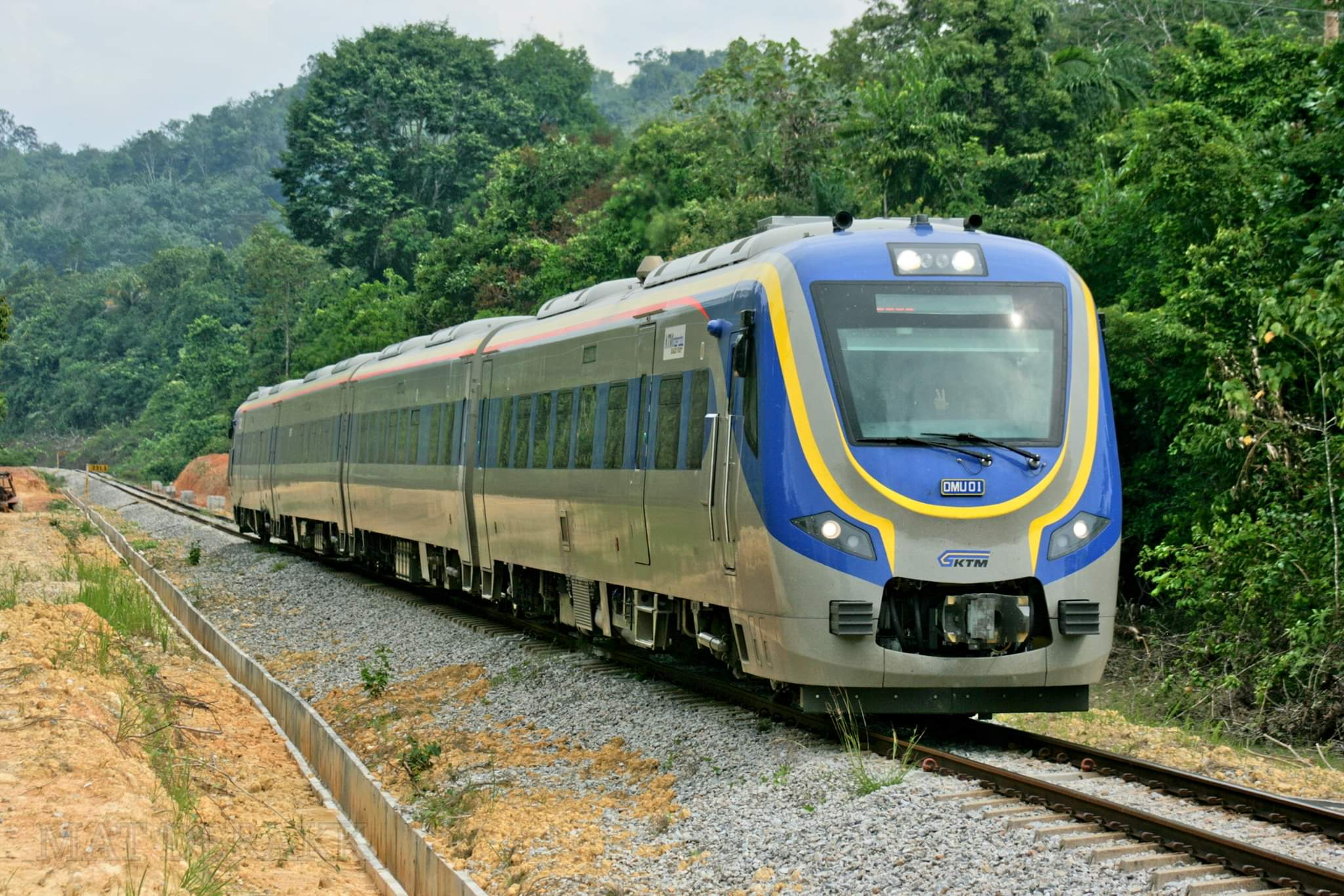
马来亚铁道61型内燃动车组
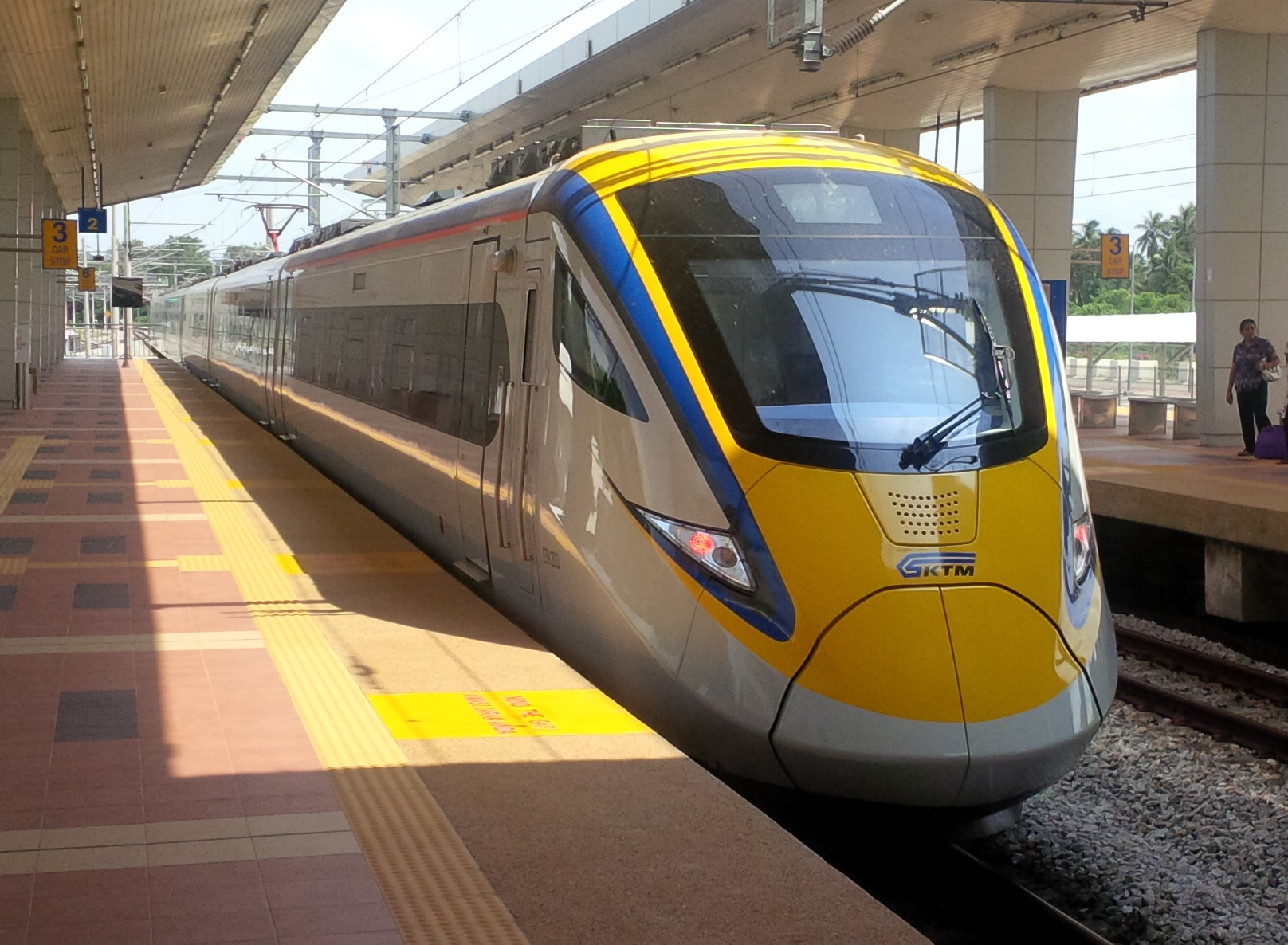
马来亚铁道93型电力动车组

### 铁路客车
- 21型客车

### 城市轨道交通列车
- 城市轨道交通列车
  - 广州地铁二八号线列车、一二八号线增购列车、八号线北延段列车、十一号线列车、十二号线列车（A型地铁车辆），三号线列车、南车株机B型电动列车、七号线列车、九号线列车、十四号线/二十一号线列车、七号线二期列车、三号线东延段列车、十四号线二期列车、十号线列车（B型地铁车辆），十八号线/二十二号线列车（D型地铁车辆）
  - 上海轨道交通AC05型、AC01B型增购扩编用动车（联合西门子设计制造）；DC01C型增购扩编用动车；01A06型，01A07型，02A05型；AC16型、11A03型；AC19型，16A02型；18A01型；22A01型地铁车辆
  - 武汉地铁1号线二期、2号线一期、4号线一期 B型地铁车辆，6号线、7号线南延线、8号线二、三期、阳逻线 A型地铁车辆
  - 深圳地铁1号线增购、2号线东延段、5号线、8号线、11号线 A型地铁车辆
  - 昆明轨道交通1号线、2号线、6号线 B型地铁车辆
  - 郑州地铁1号线、2号线列车（B型地铁车辆），5号线 A型地铁车辆
  - 长沙地铁1号线、2号线、3号线、4号线、5号线 B型地铁车辆
  - 宁波轨道交通1号线、2号线、3号线、4号线、5号线 B型地铁车辆
  - 无锡地铁1号线、4号线、S1号线B型地铁车辆
  - 南宁轨道交通1号线 B型地铁车辆
  - 乌鲁木齐地铁1号线 A型地铁车辆
  - 吉隆坡快捷通 34安邦线和大城堡线、11莎阿南线
  - 柔佛-新加披
- 有轨电车
  - 广州地铁海珠有轨电车储能低地板式有轨电车车辆
  - 淮安储能低地板式有轨电车车辆
- 磁浮列车
  - 长沙磁浮快线

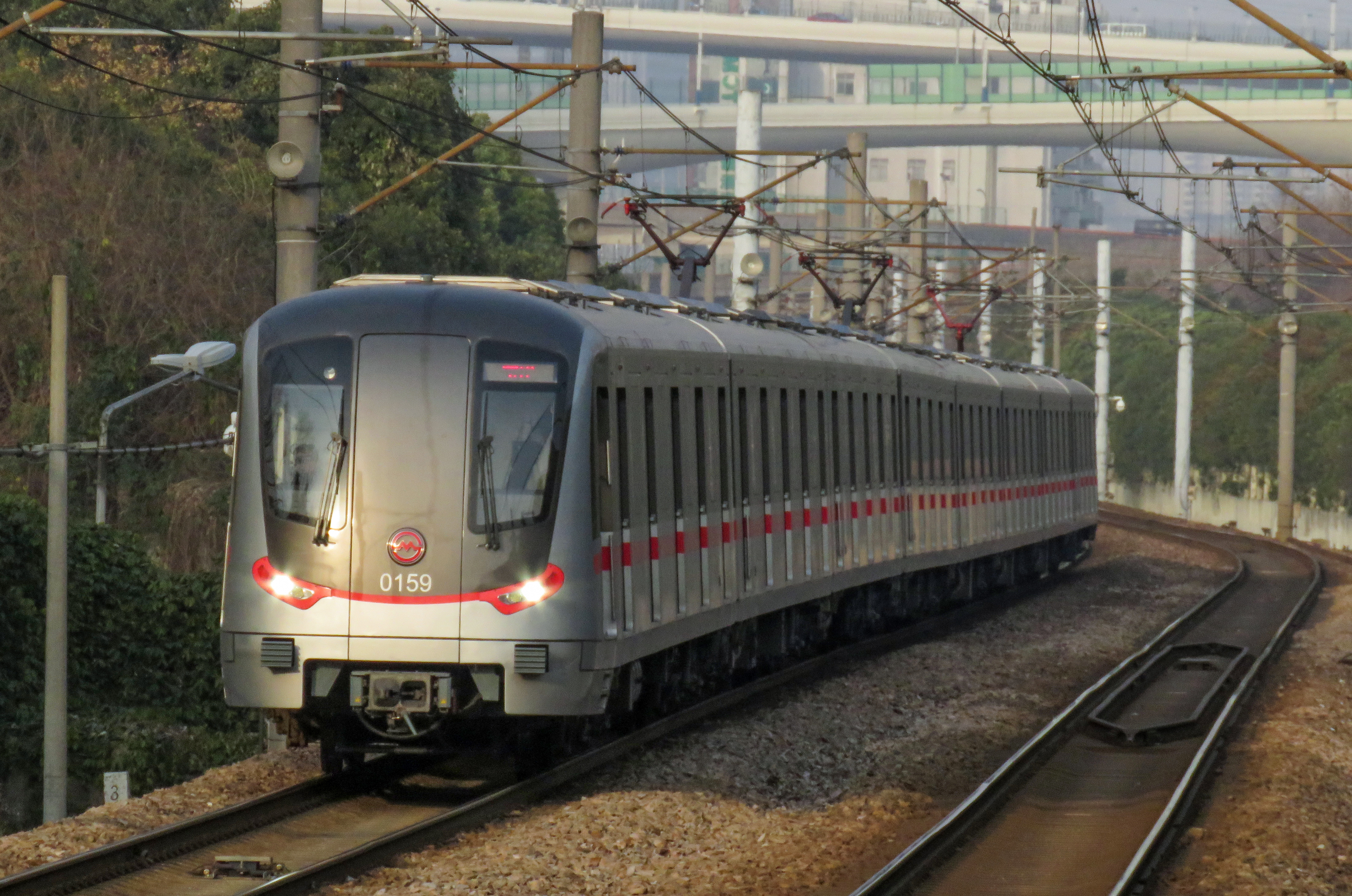
上海地铁1号线使用的01A06型电动客车
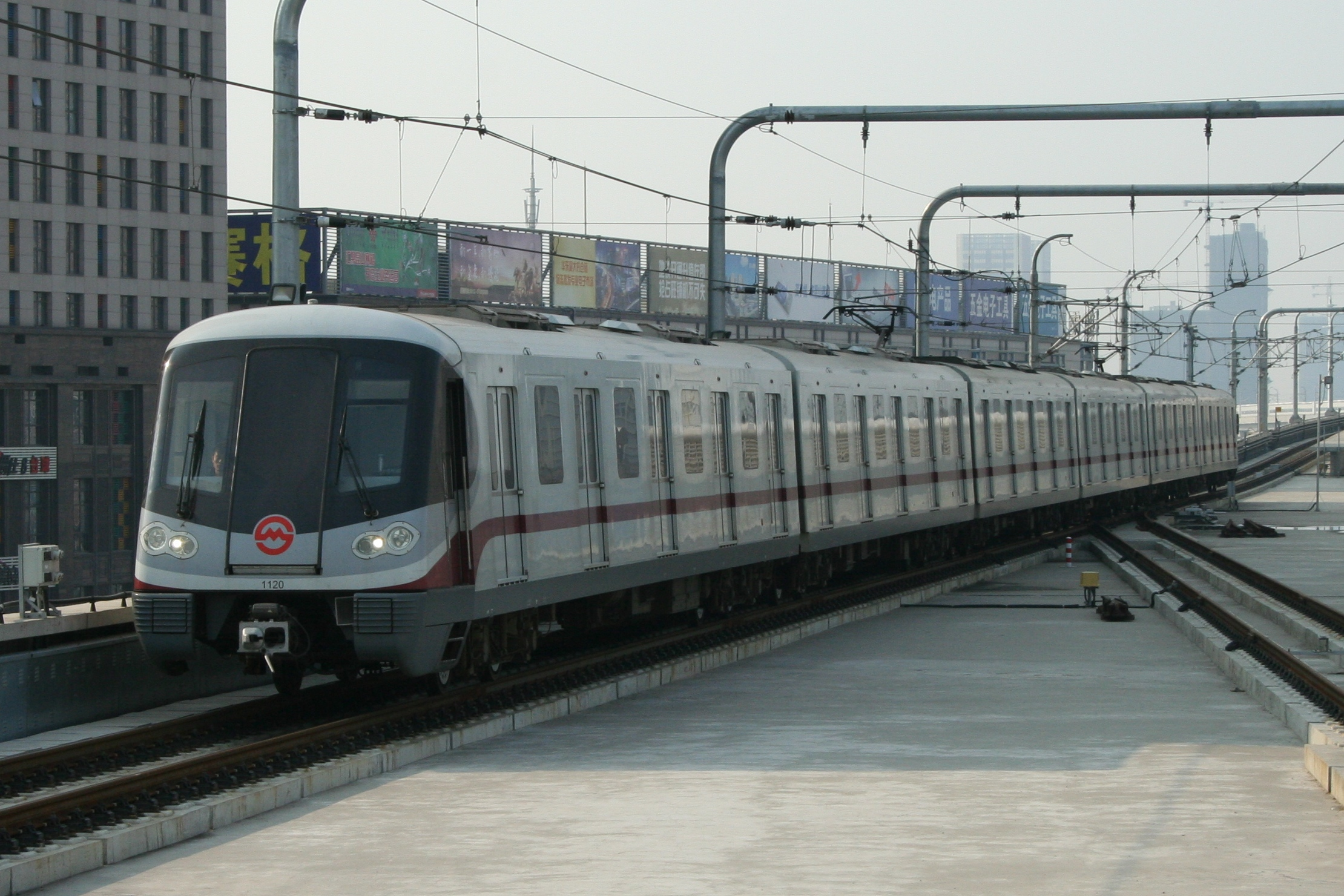
上海地铁11号线使用的11A01型电动客车
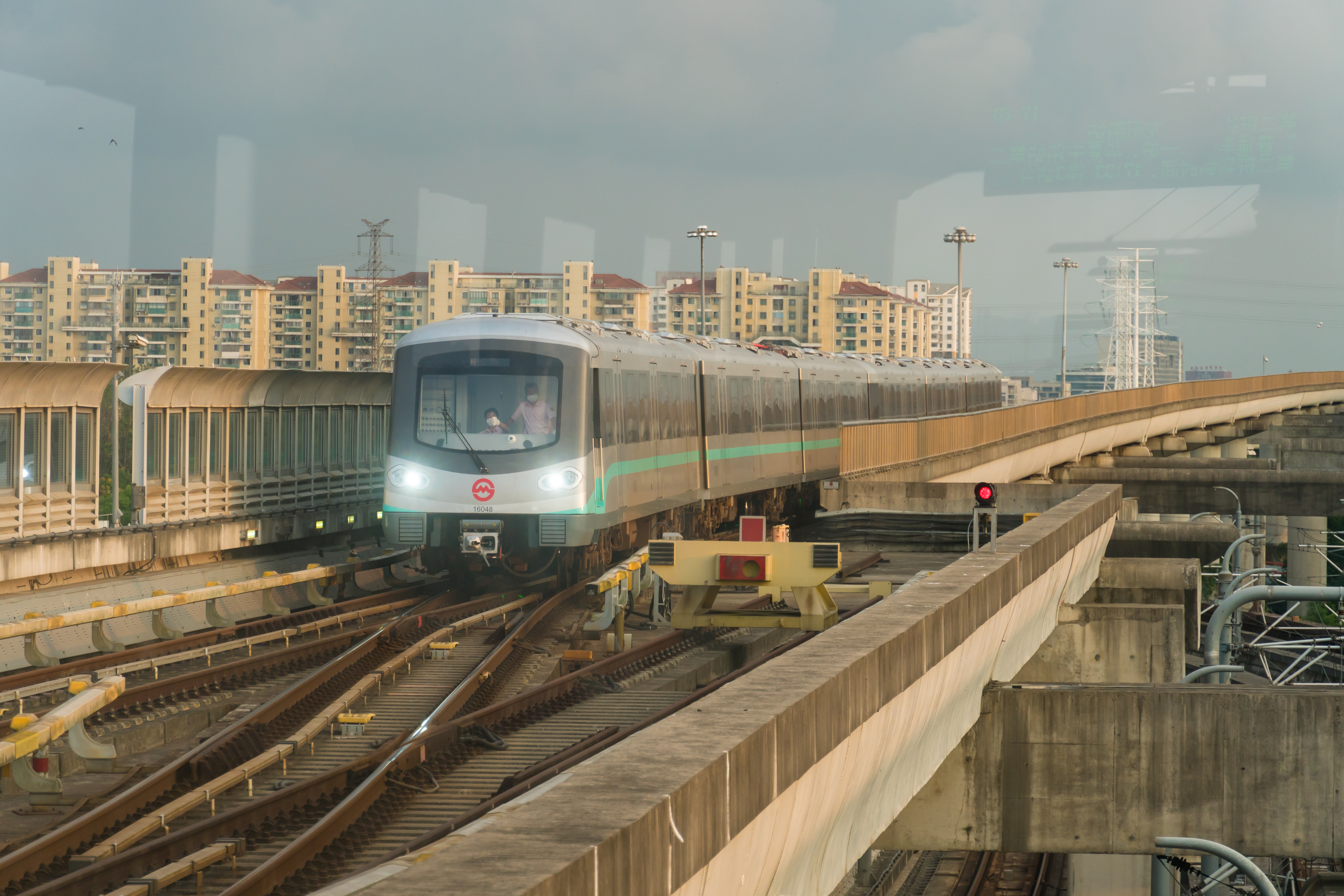
上海地铁16号线使用的16A02型电动客车
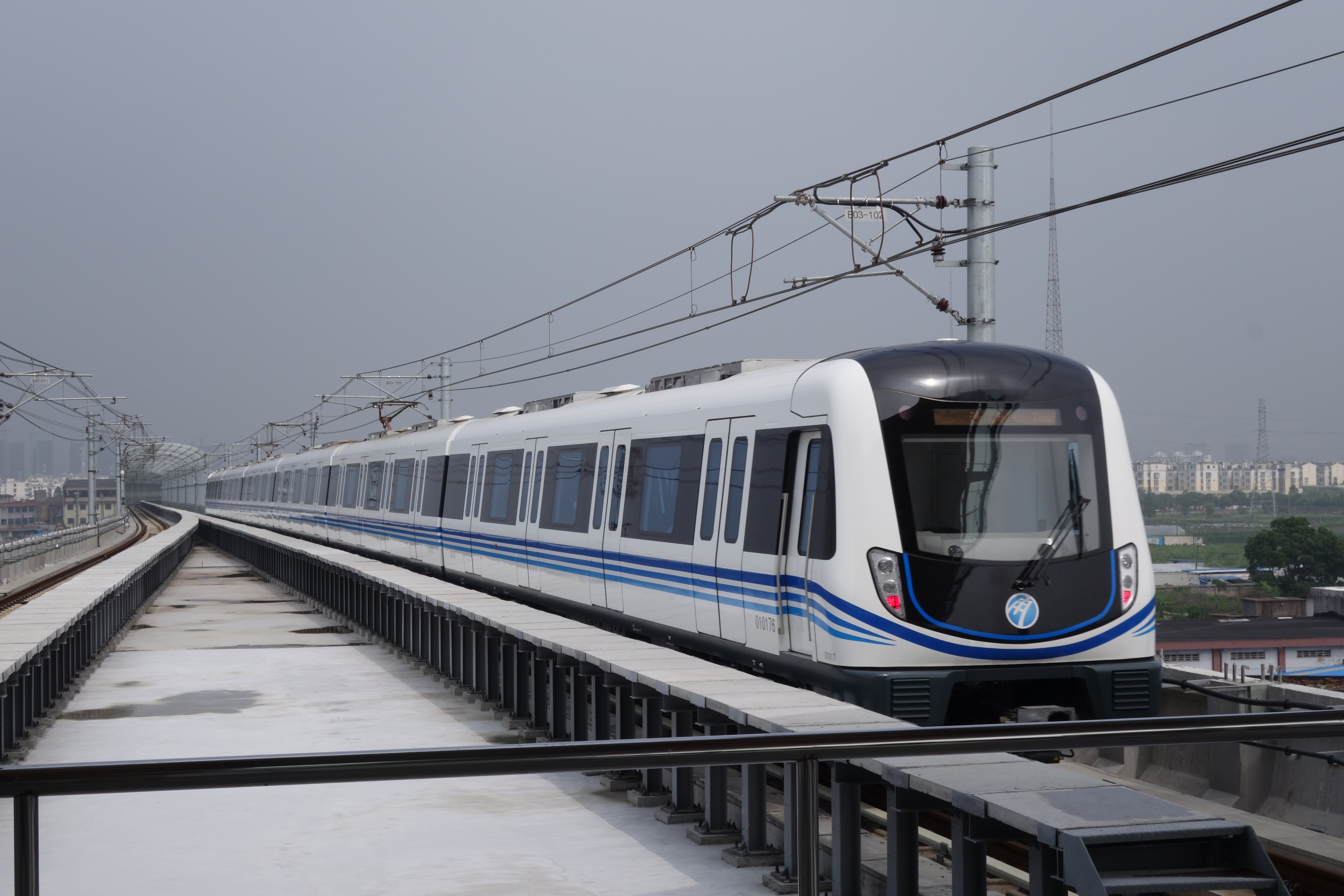
宁波地铁1号线列车
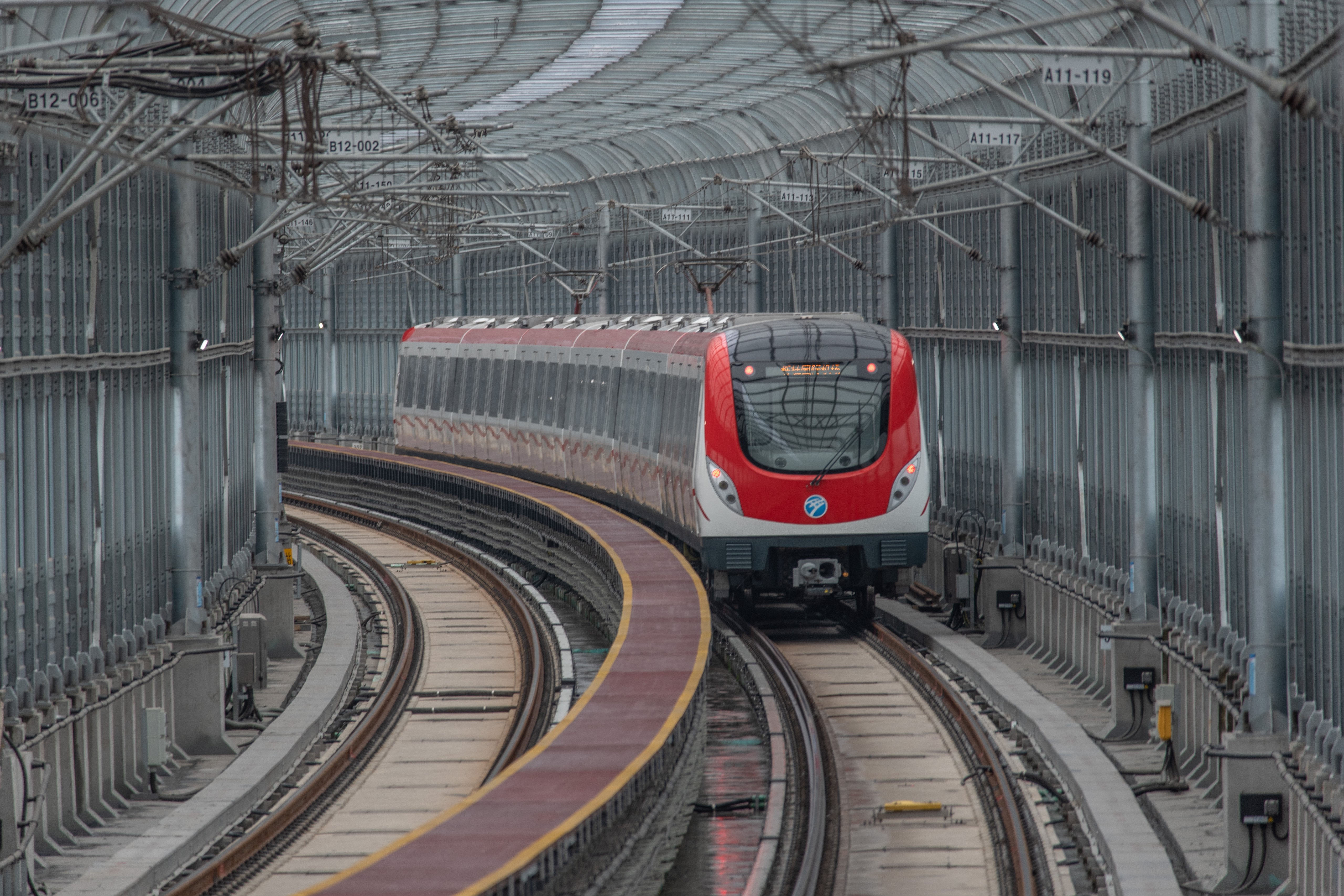
宁波地铁2号线列车
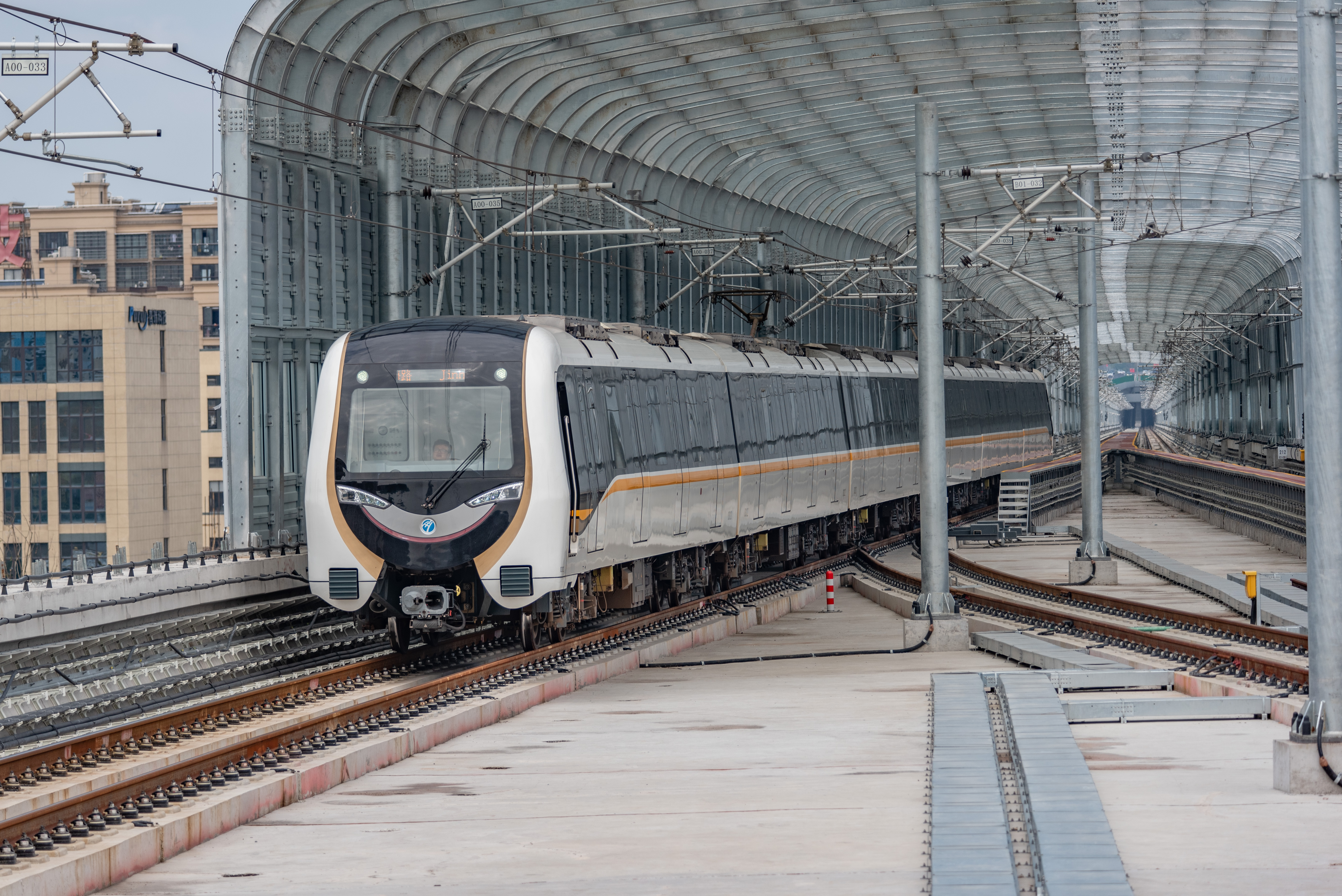
宁波地铁3号线列车
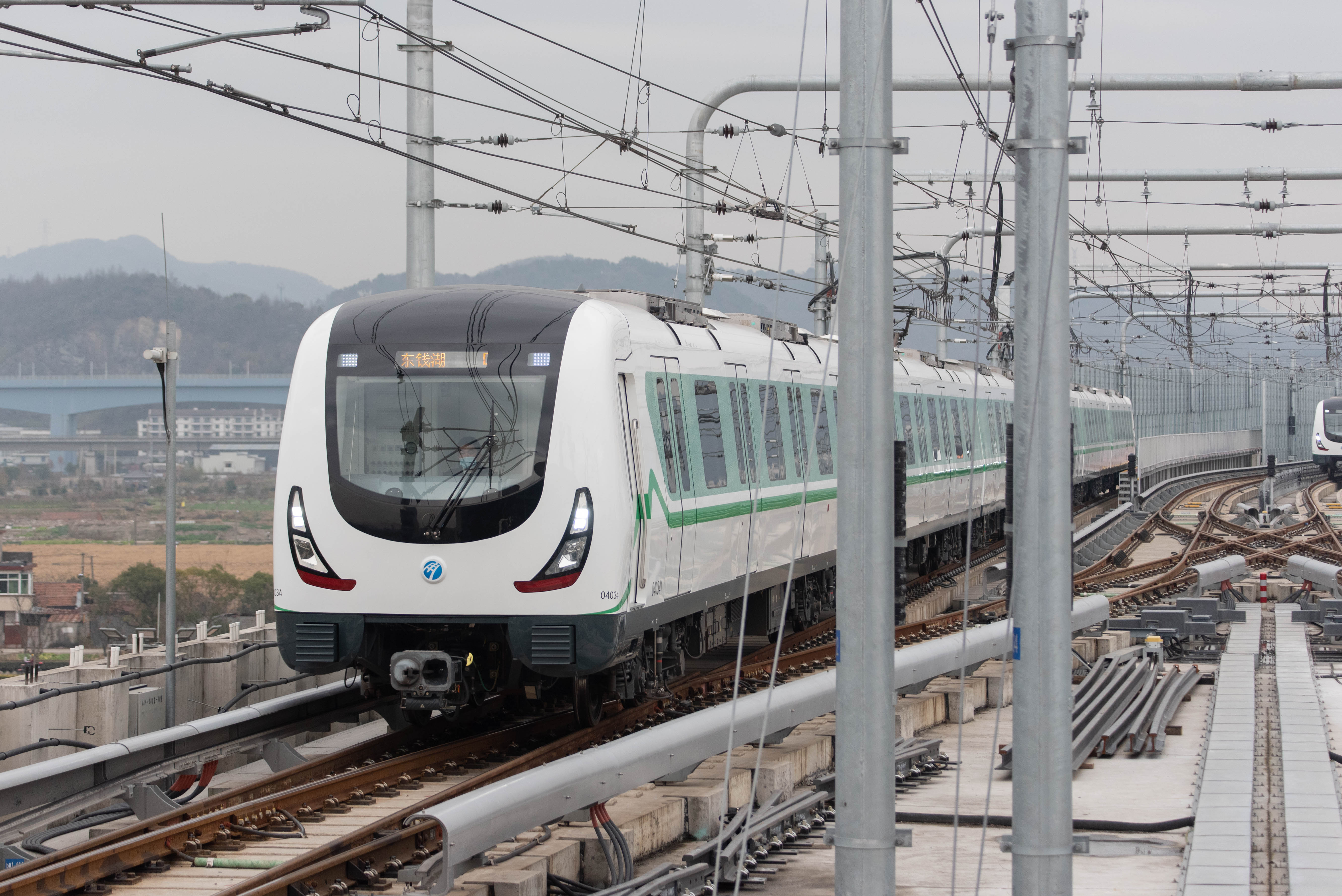
宁波地铁4号线列车
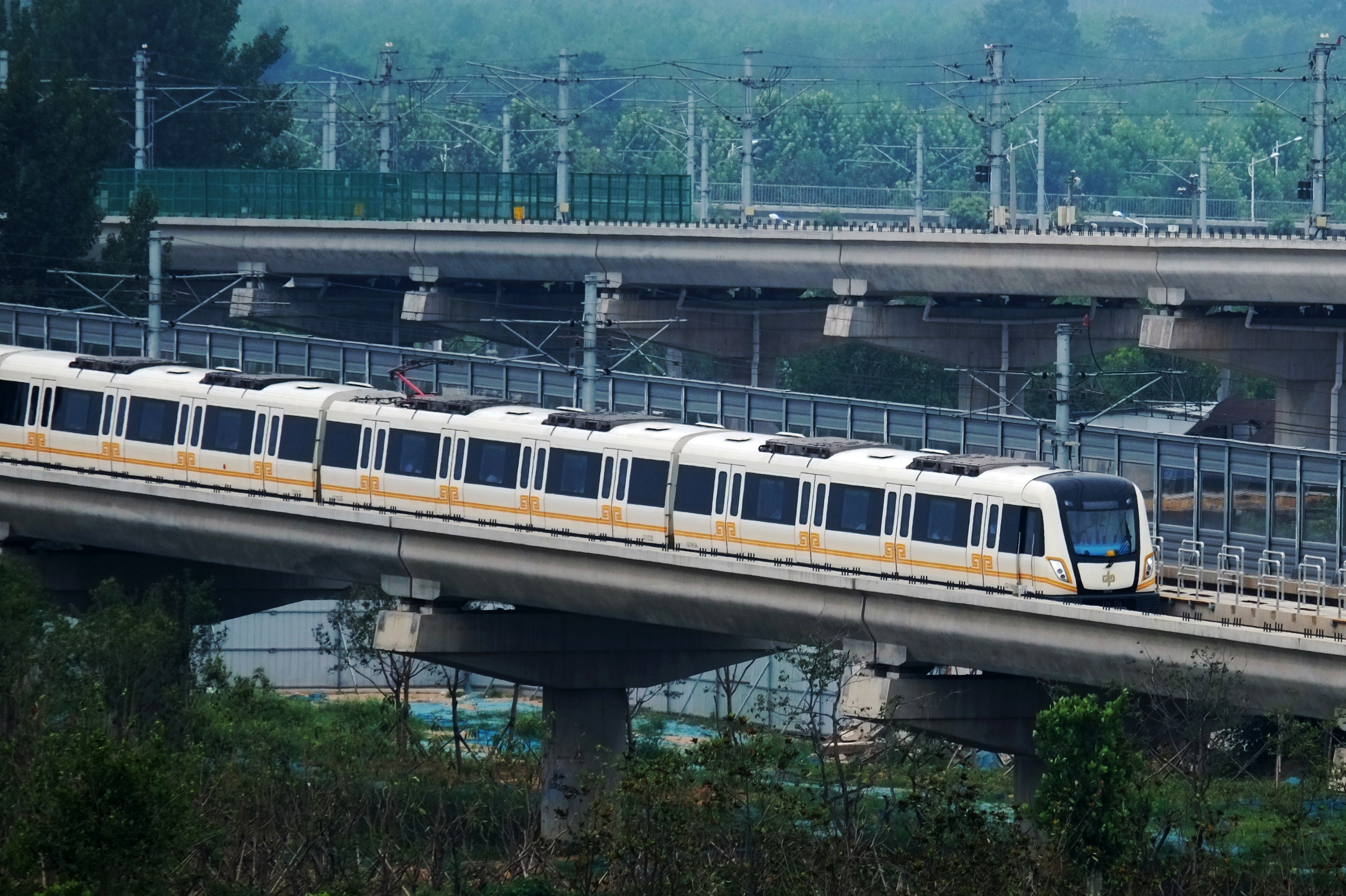
郑州地铁2号线列车运行于城郊线
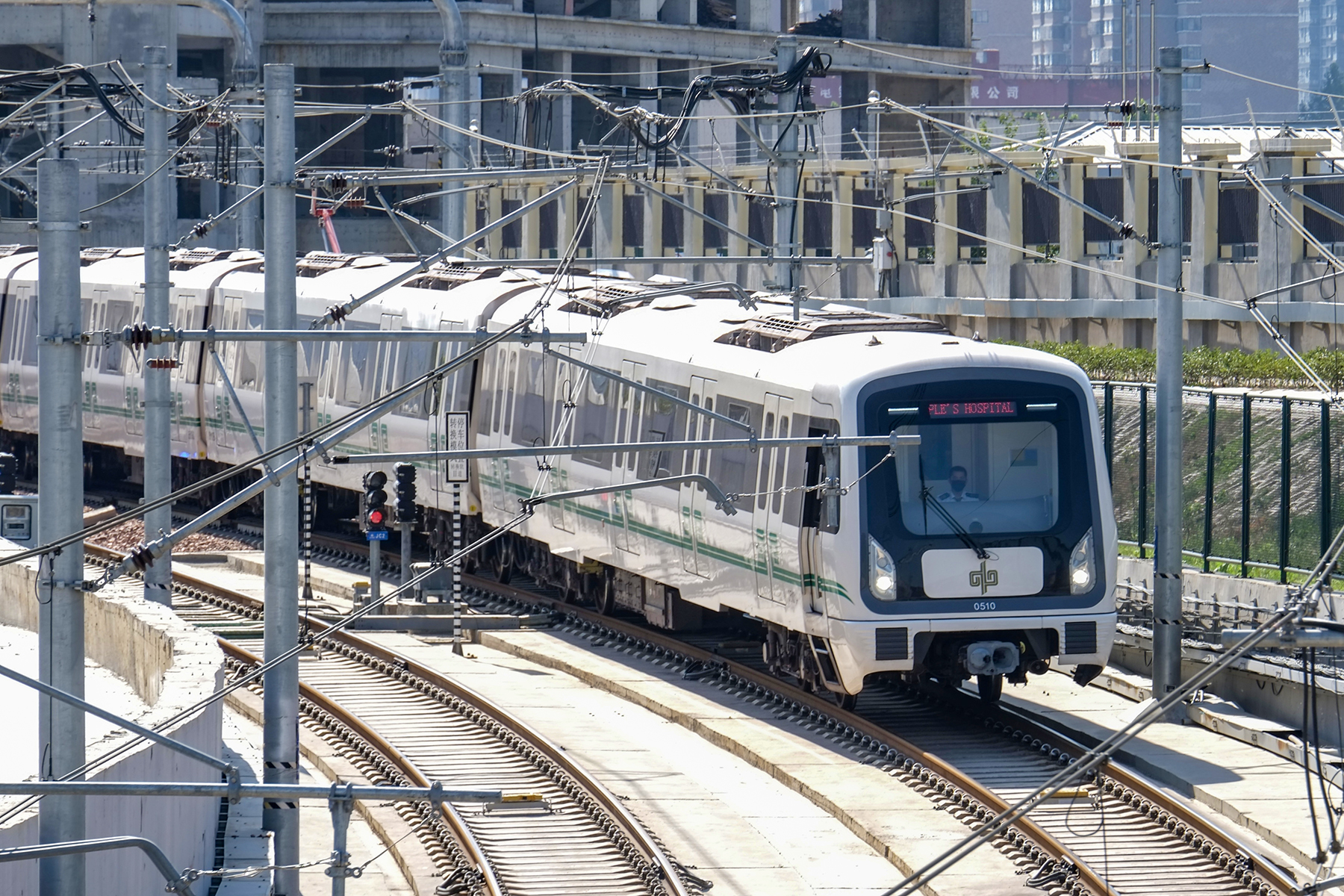
郑州地铁5号线列车
武汉地铁1号线二期列车
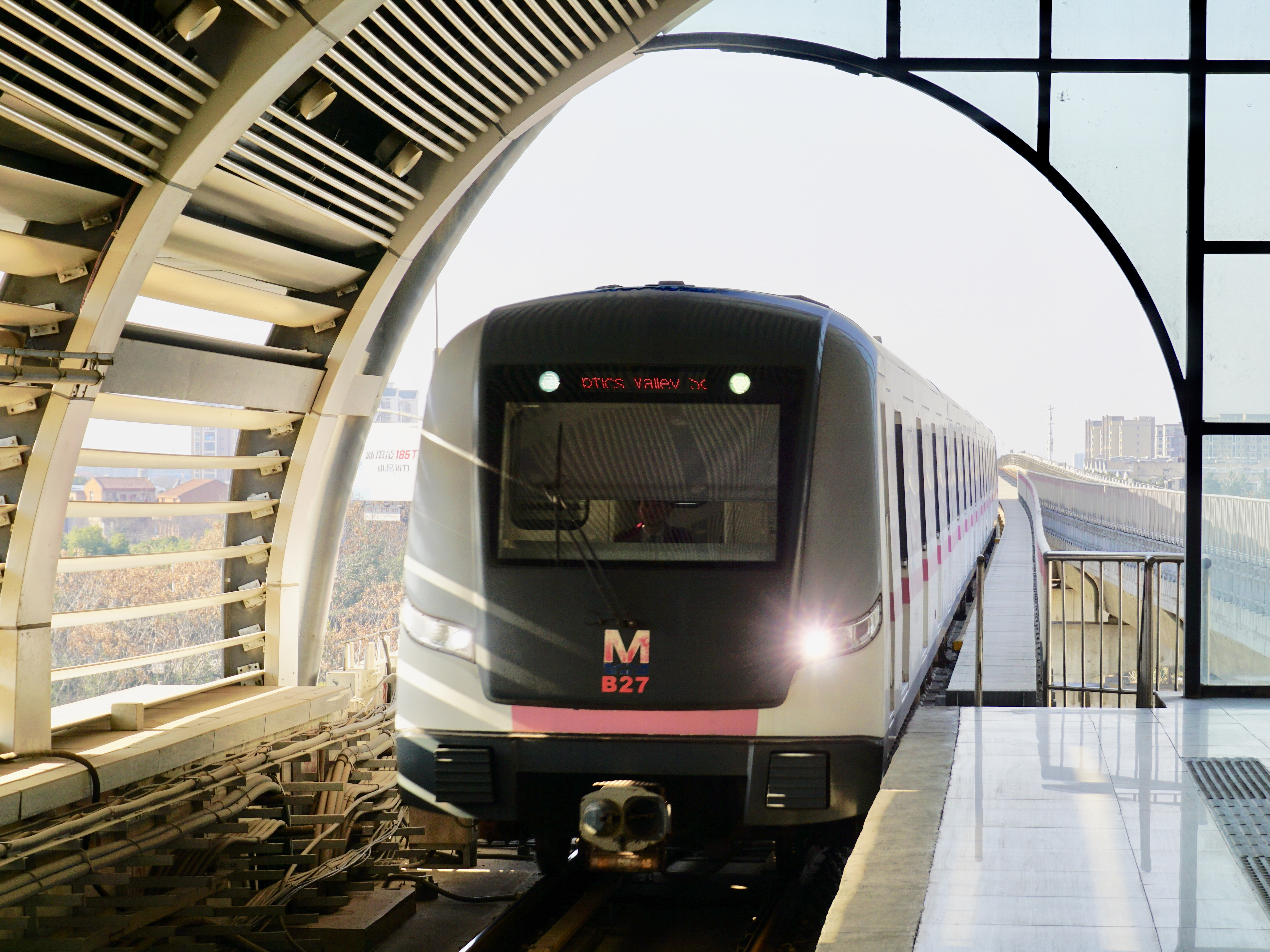
武汉地铁2号线一期列车
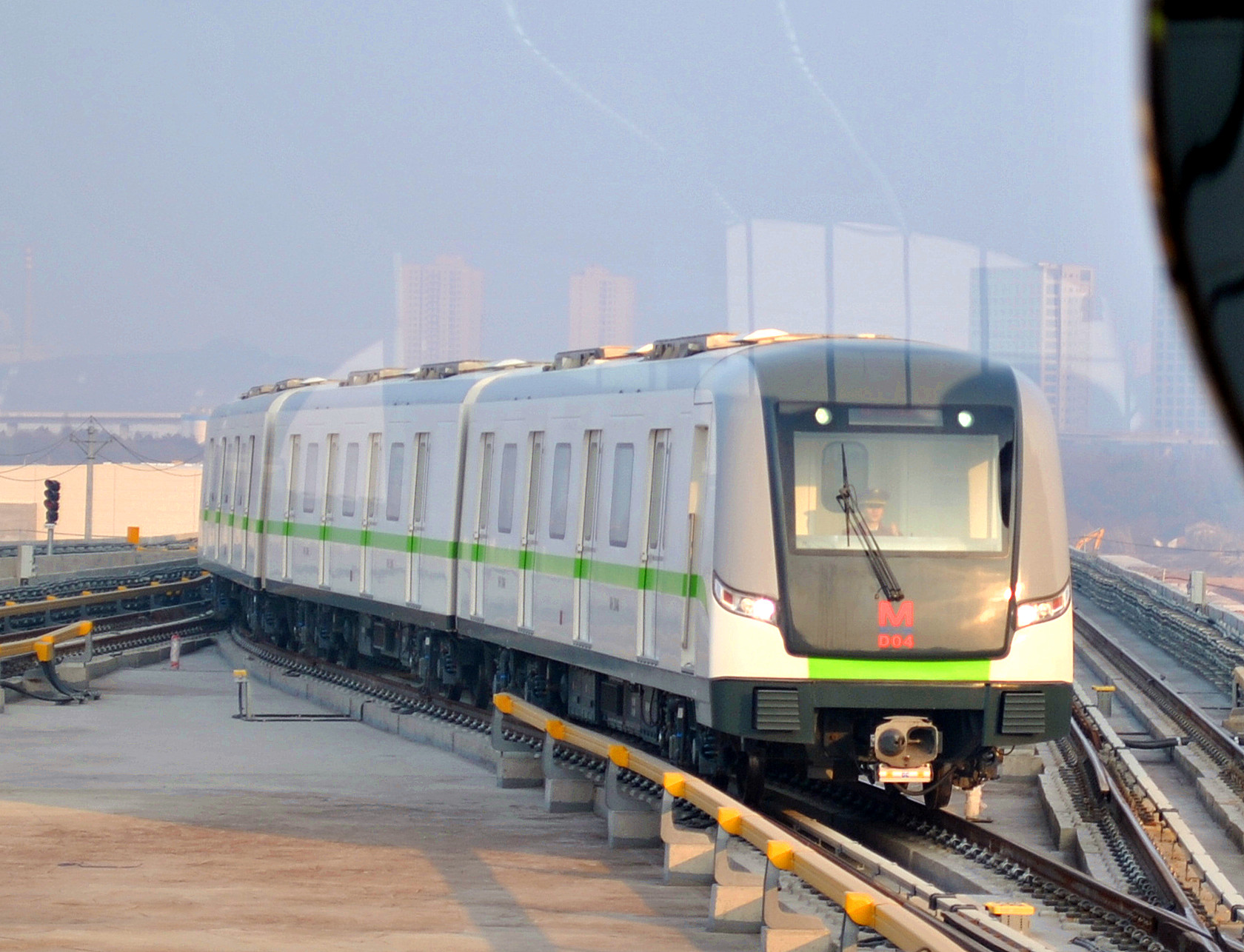
武汉地铁4号线一期列车
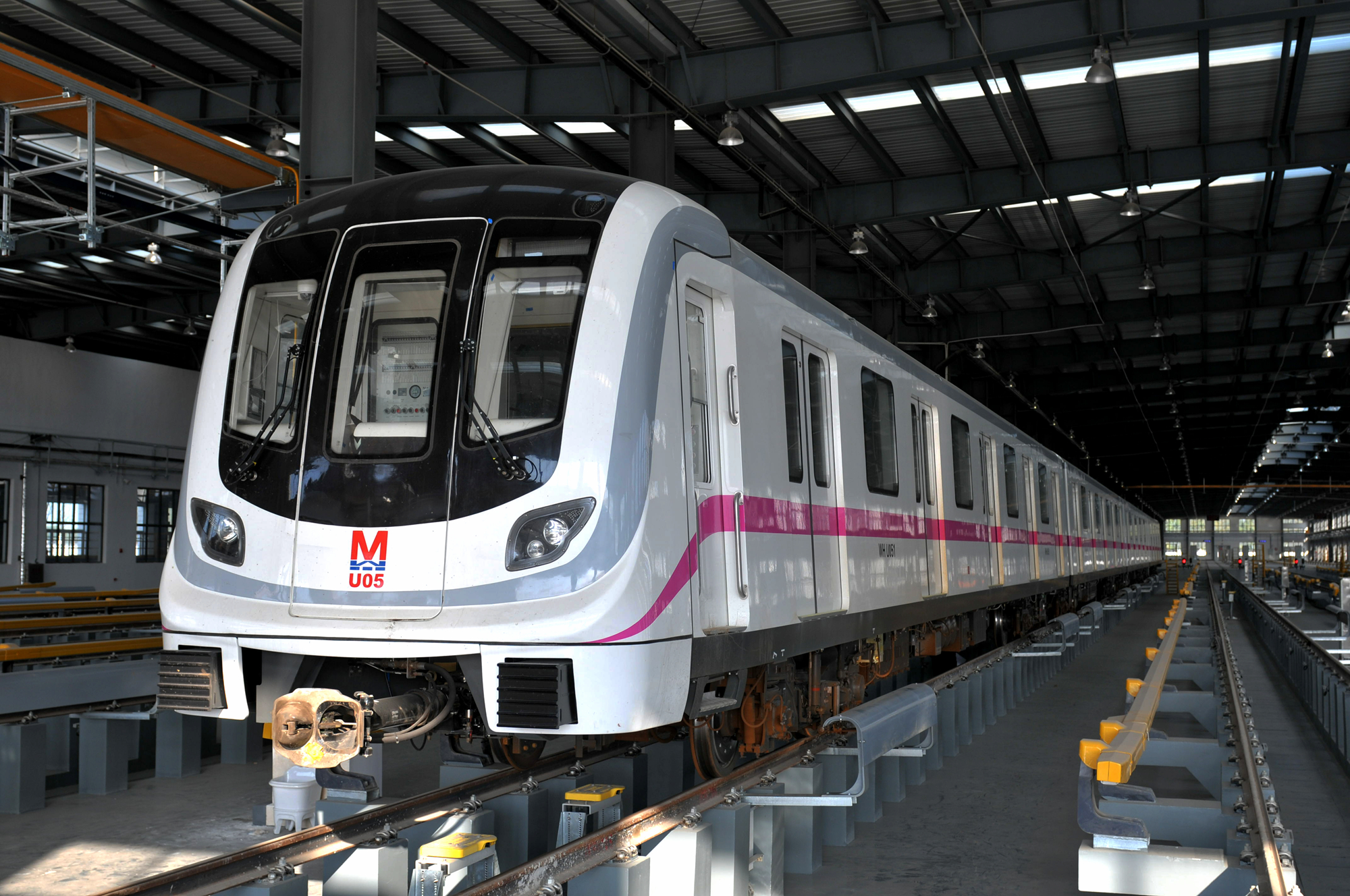
武汉地铁阳逻线列车
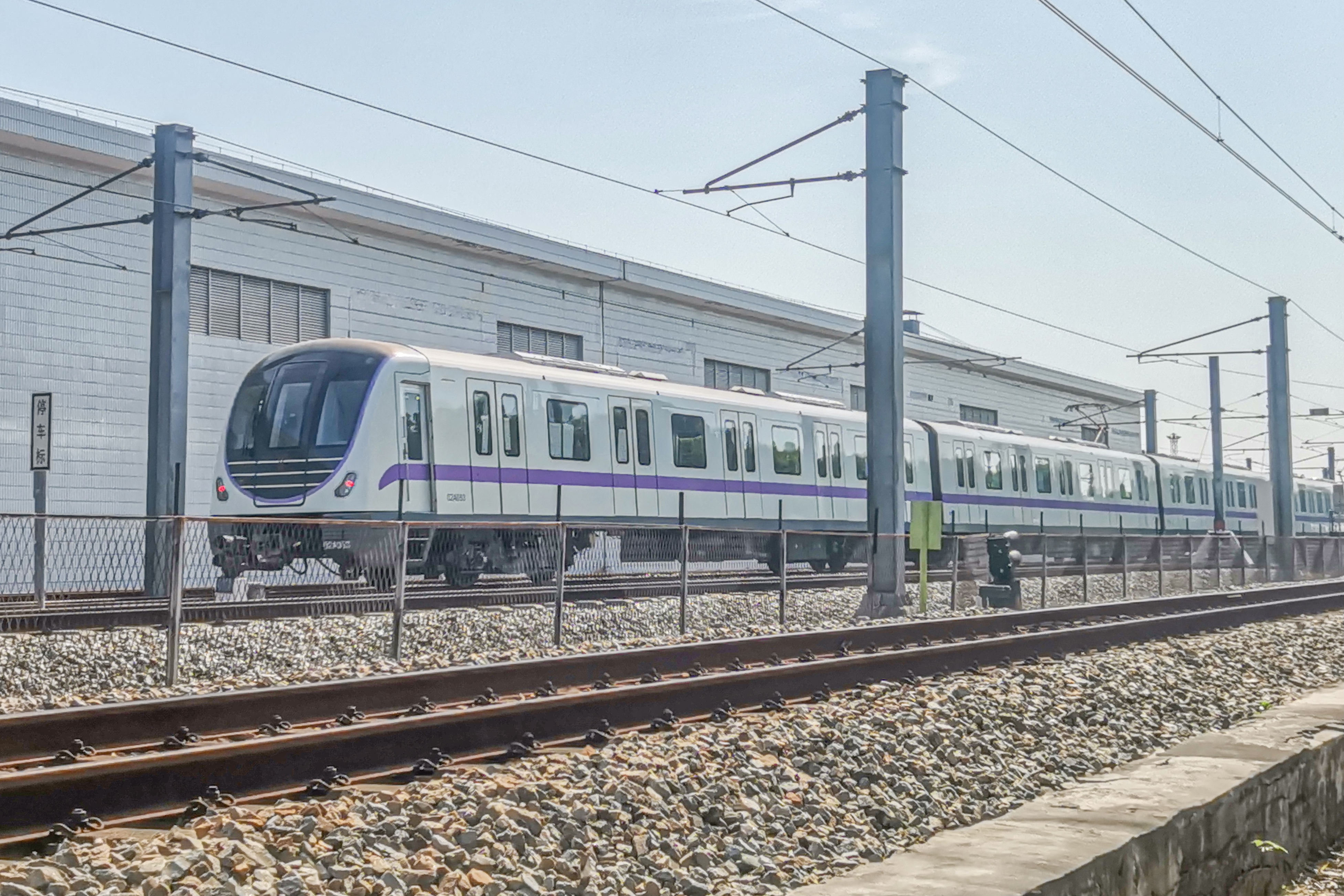
广州地铁2号线A型列车
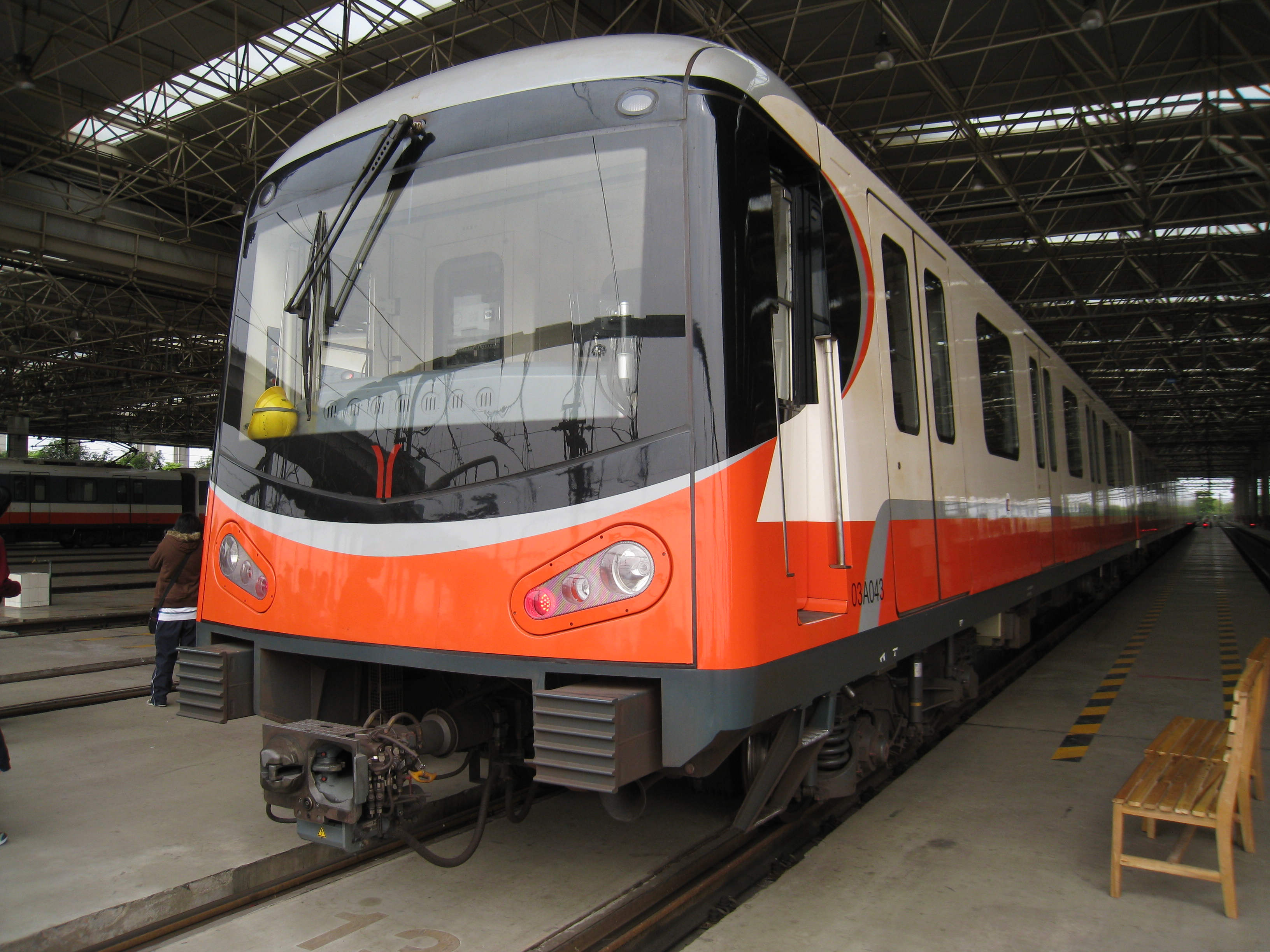
广州地铁3号线B2型列车
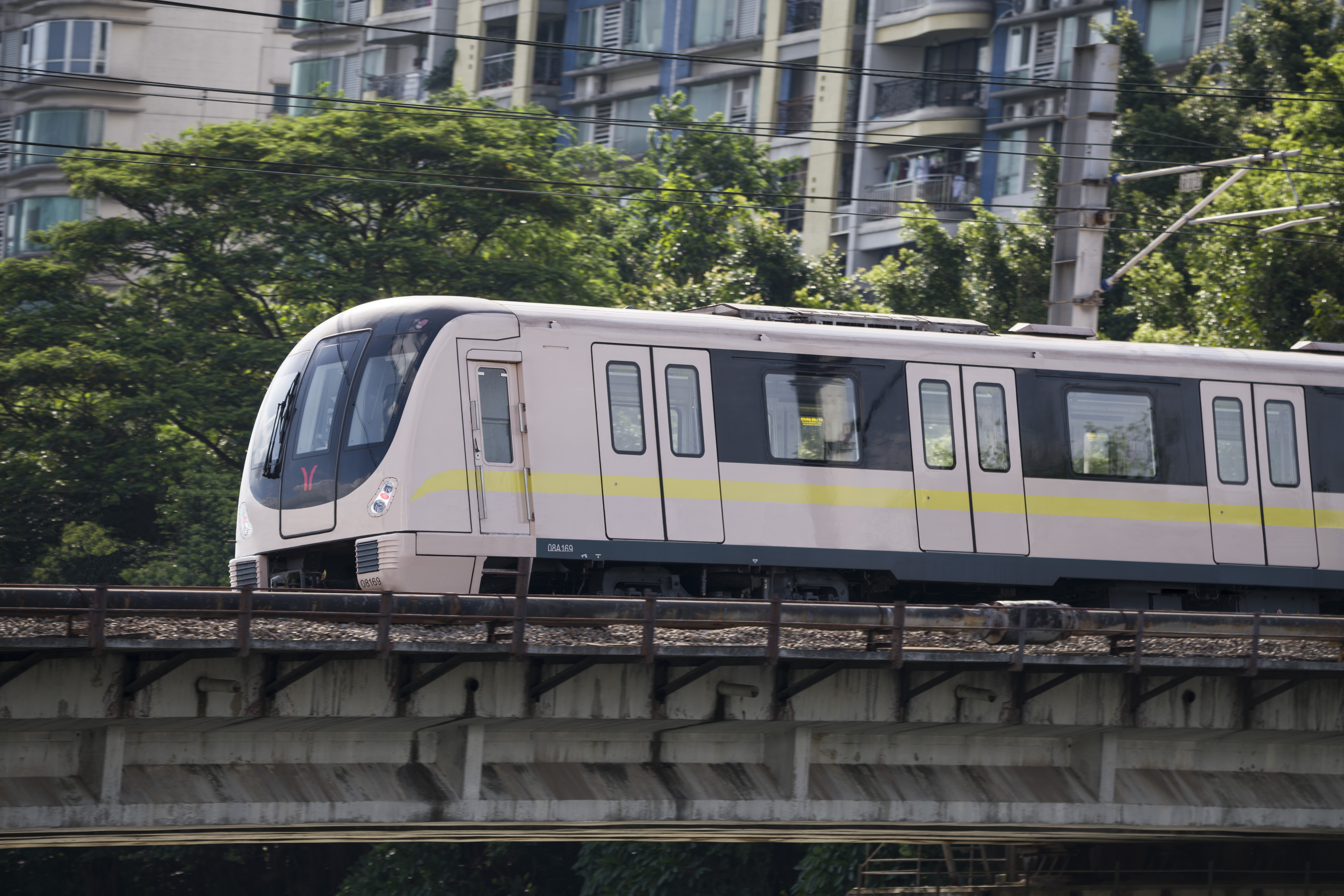
广州地铁8号线A6型列车
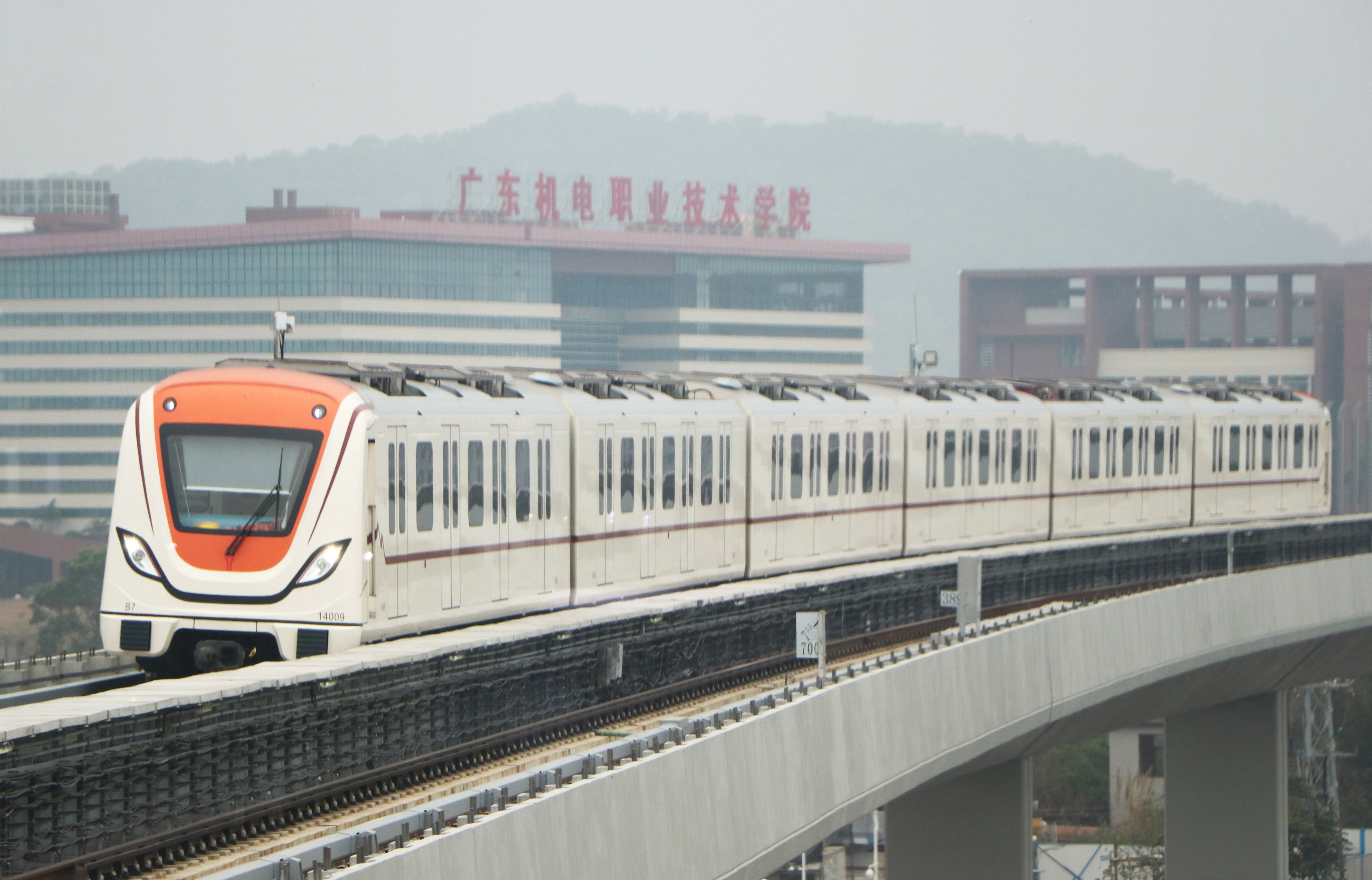
广州地铁14号线B7型列车
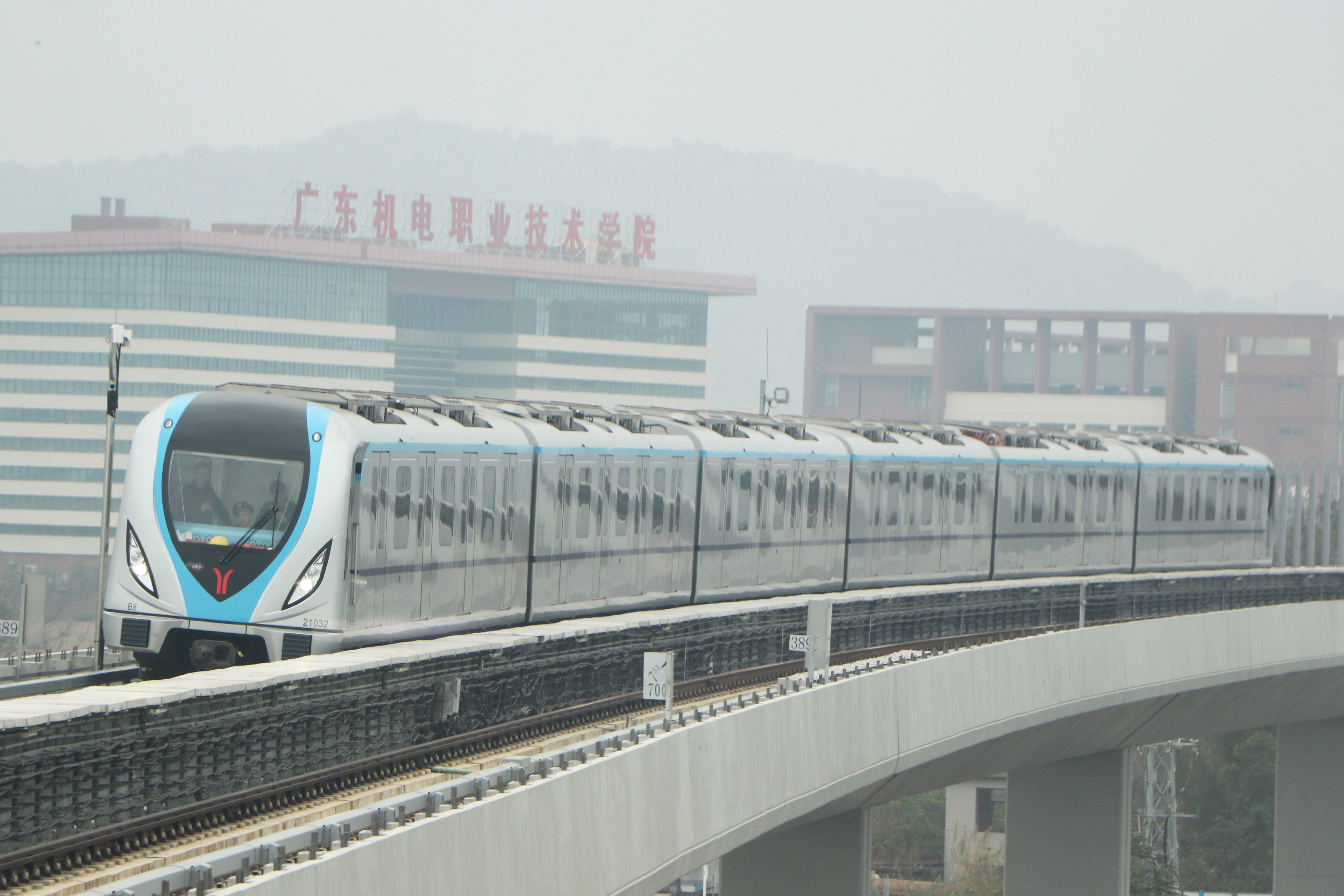
广州地铁21号线B8型列车
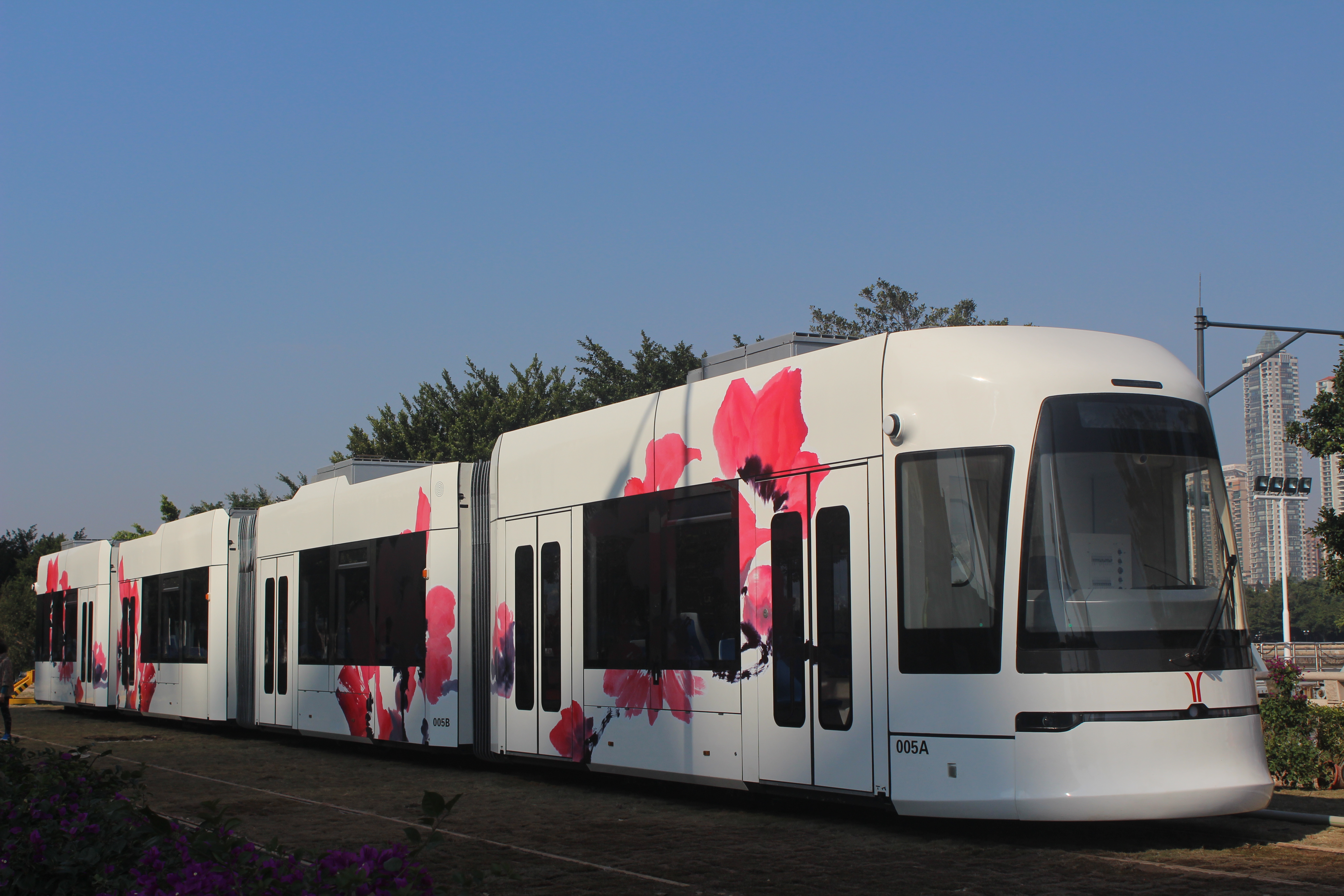
广州地铁海珠有轨电车
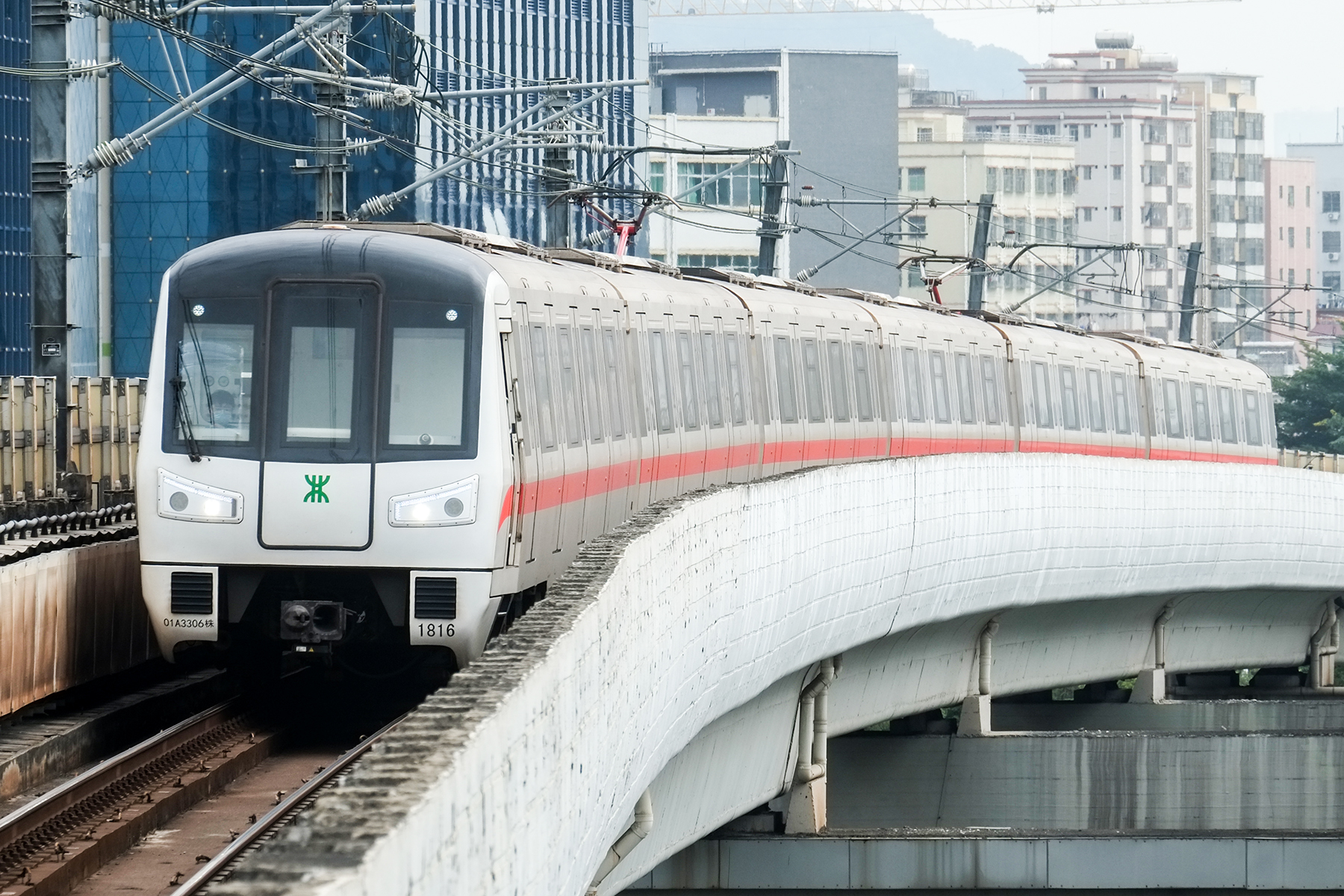
深圳地铁1号线增购列车
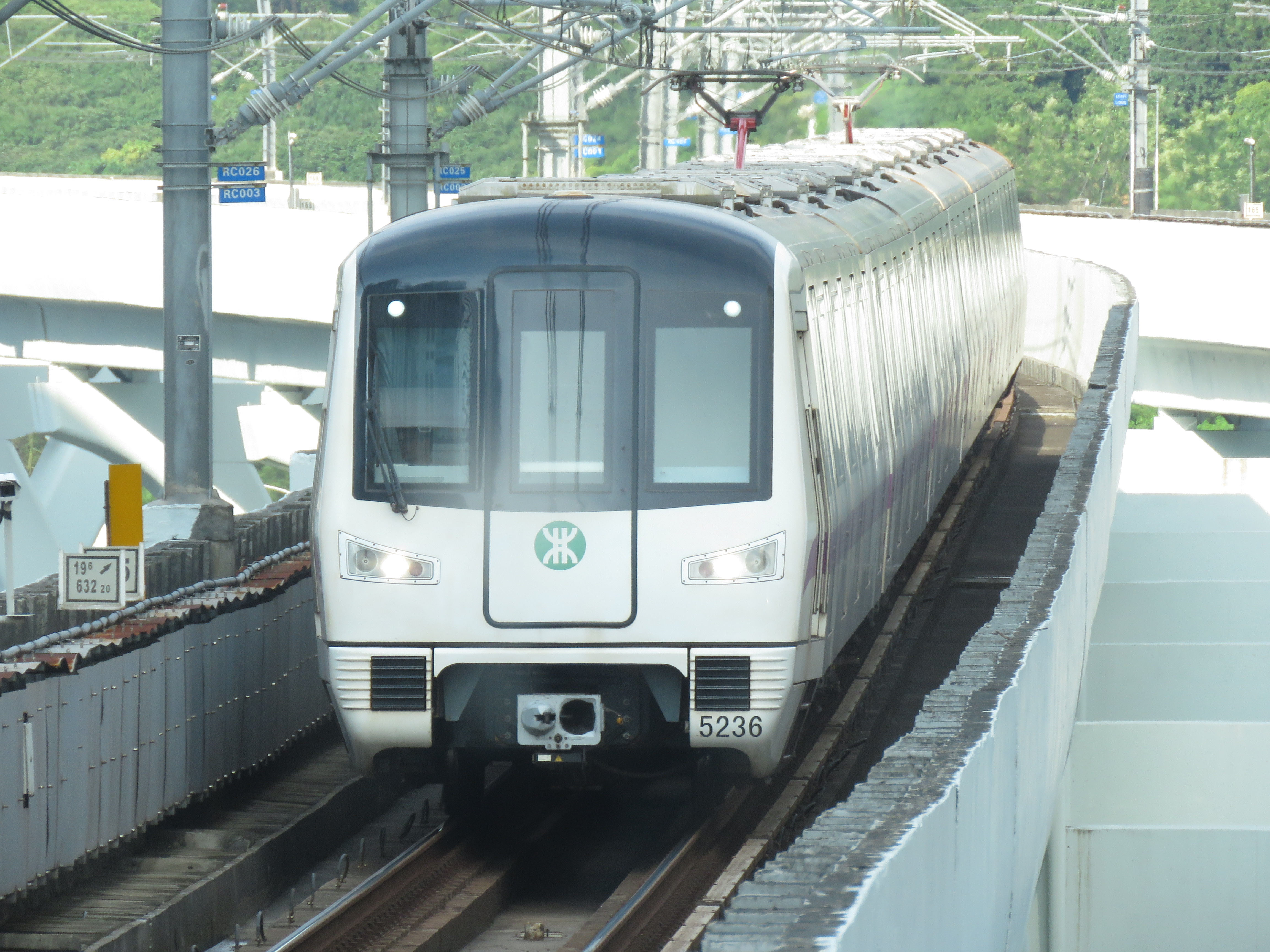
深圳地铁5号线列车
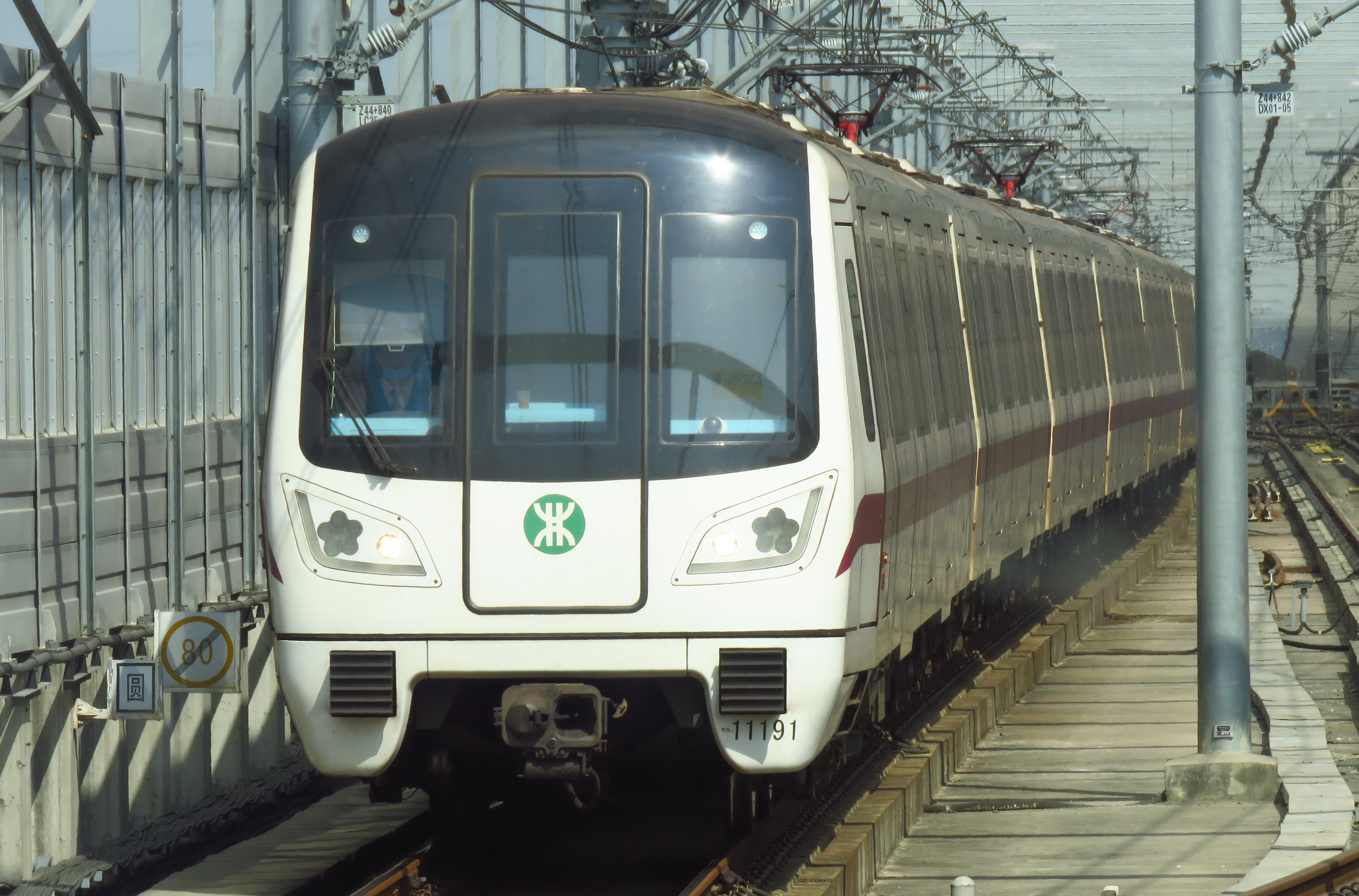
深圳地铁11号线列车
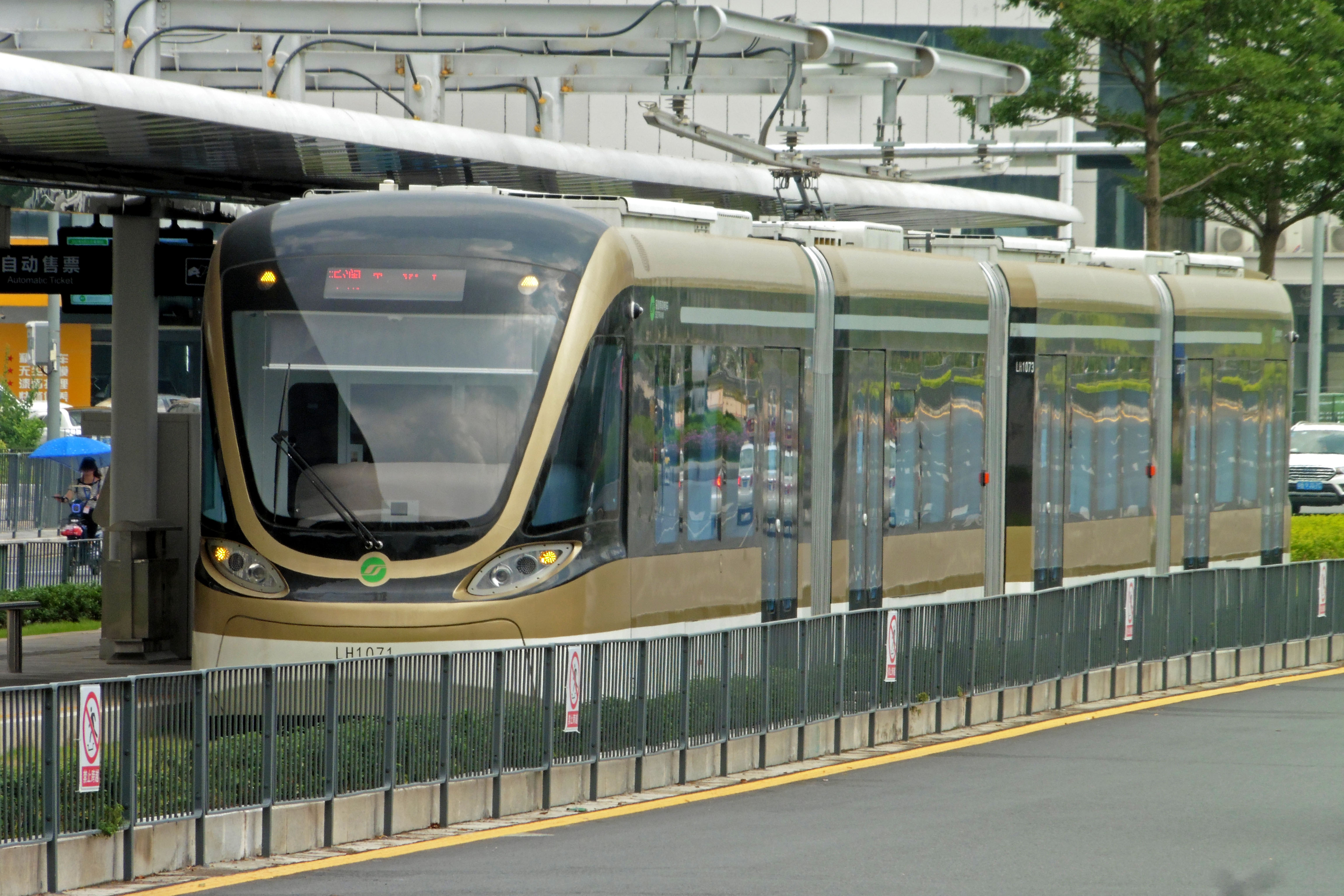
深圳龙华新区有轨电车
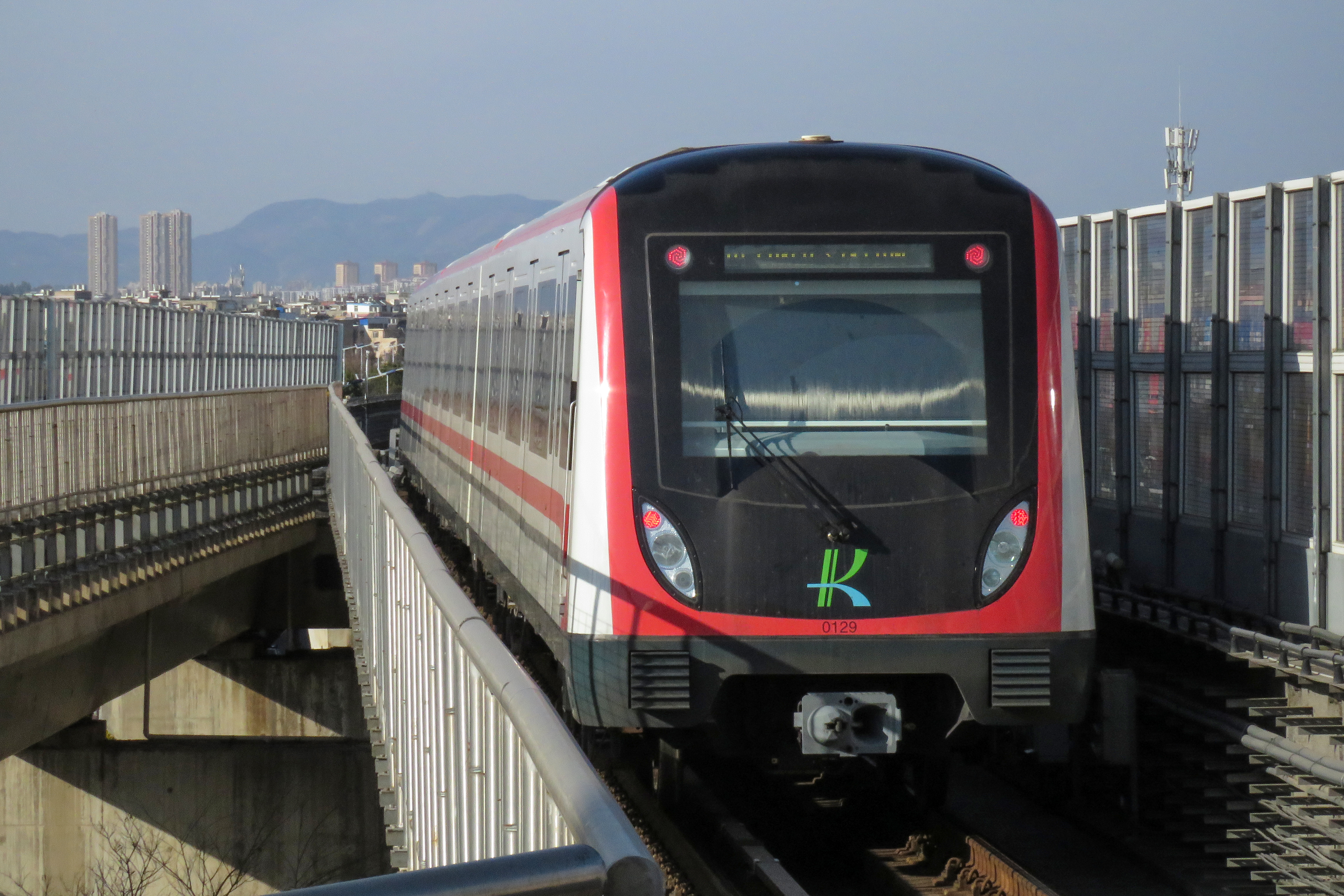
昆明地铁1号线列车
- 2020年5月，中车株洲电力机车与湖南省磁浮技术研究中心联合研制中国首列商用磁浮2.0版列车
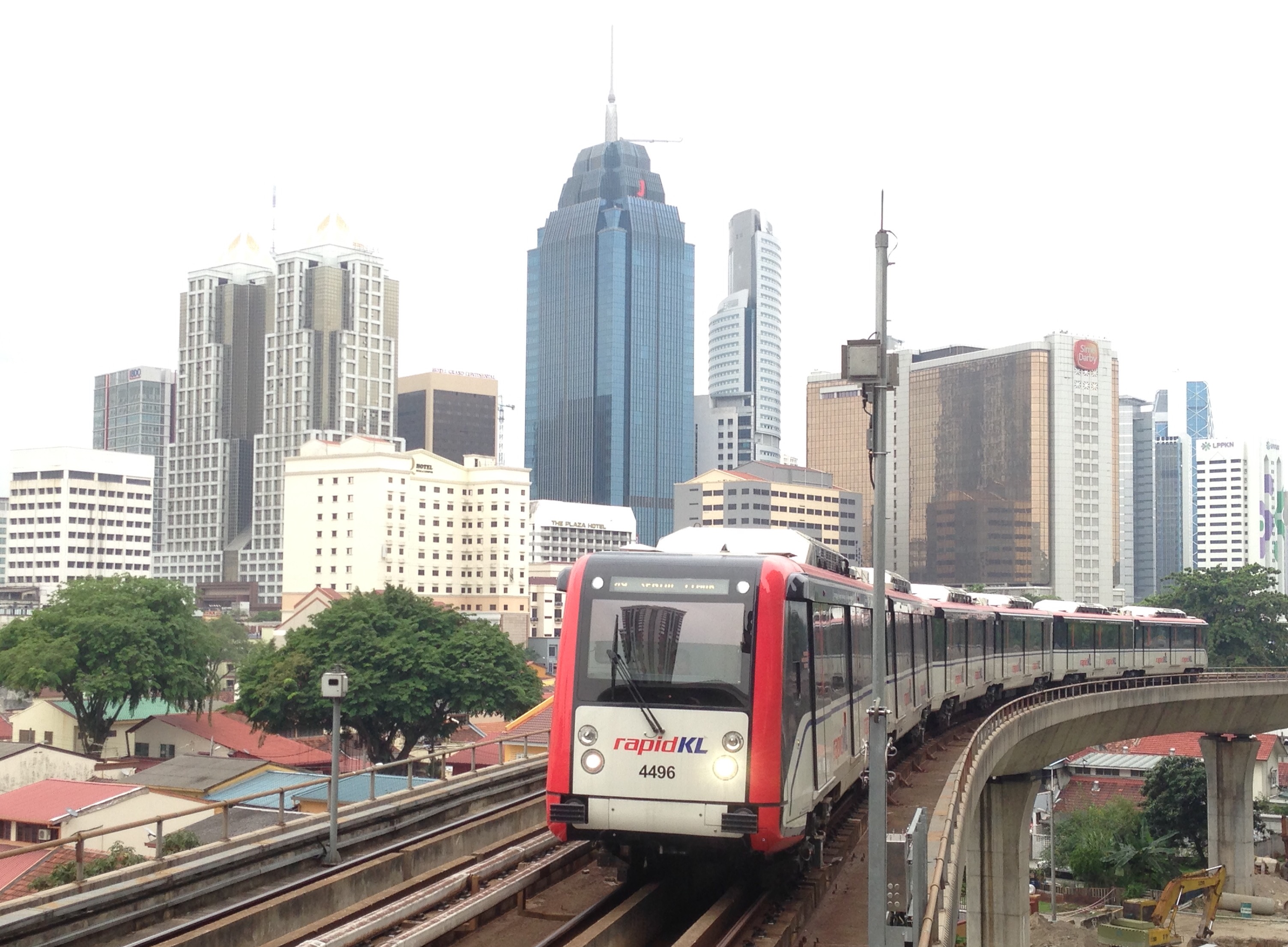
34快捷通軌道安邦线和大城堡线“艾美”轻快铁列车

## 参看
- 南车株洲电力机车研究所
- 南车株洲电机有限公司
- 中车时代电气股份有限公司
- 乌鲁木齐中车轨道交通装备有限公司
- 株洲轨道交通千亿产业园
- 田心高科技工业园
- 刘友梅

## 外部連結
- 官方网站
- 株洲轨道交通千亿产业园